# التأريخ الإثيوبي

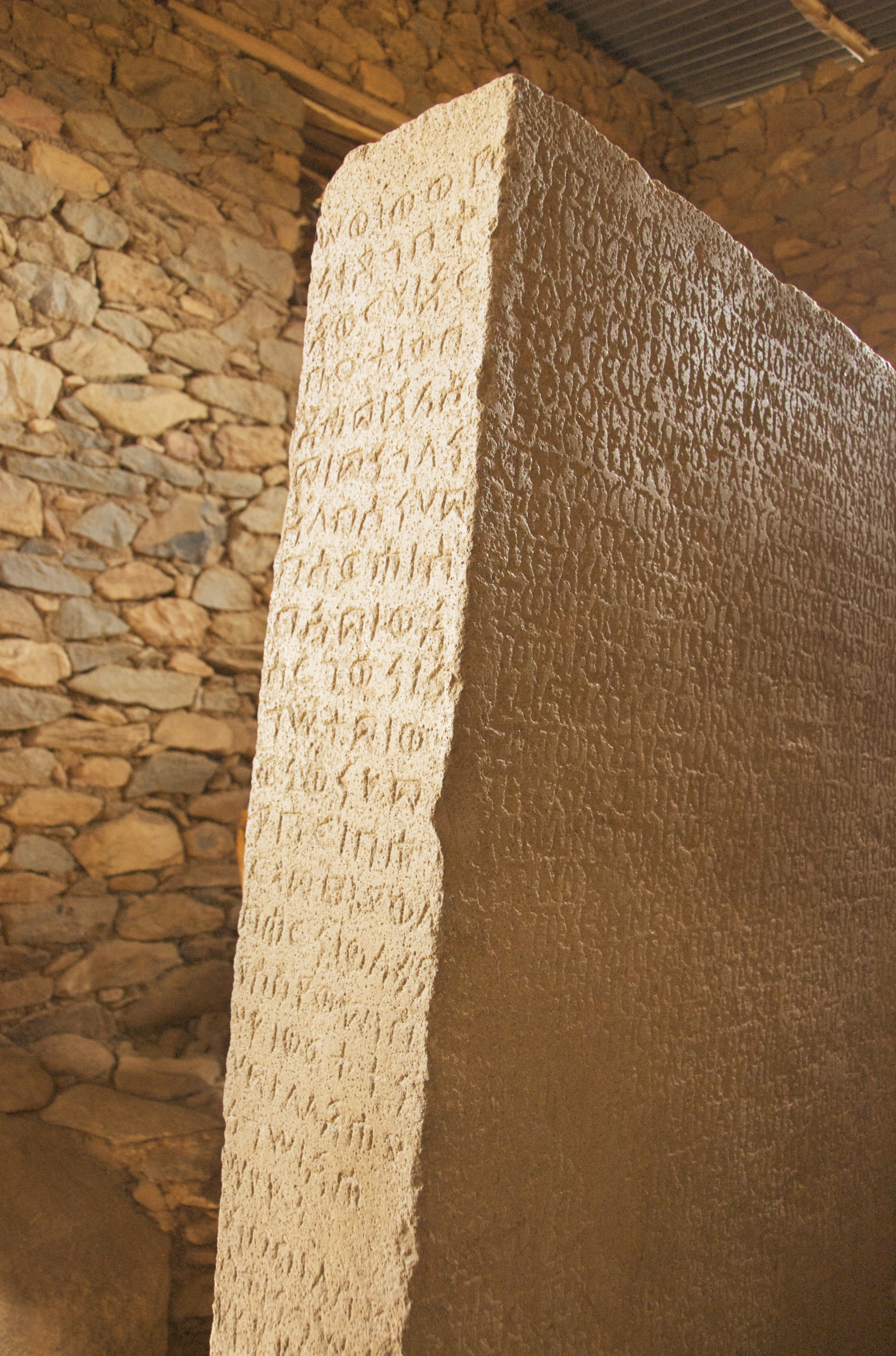
حجر عيزانا من القرن الرابع الميلادي ويحتوي على نقش ثنائي باللغة السبئية، الحروف الجعزية والألفبائية اليونانية مدون عليه انتصارات الملك عيزانا ملك أكسوم على مملكة كوش في مروي (في السودان حديثا)

ٱلتَّأرِيخُ ٱلإِثْيُوبِيّ يُجسّد تَخصصاتِ تسجيلِ تَاريخ إِثيوبيا في العُهود القديمة والقُرون الوسطى وكذلك العُهود الحديثة المُبْكرة والحَديثة اللاحقة، بما في ذلك كل من المصادر المَحلّيةِ والأجْنَبية. تَعود جُذور كِتابة التاريخِ الإثيوبيّ إلى عهد ممكلة أكسوم القديمة بين عامي 100 ق.م. حتى 940  م. وقد كُتبت هذه النُّصوصُ المُبكرة إمّا باستخدام الحروف الجعزية الإثيوبية أو باستخدام الألفبائية اليونانية، وتَضمّنَت مجموعةً متنوعةً من الوسائطِ مِثل المخطوطات والنقوش الكتابية على اللوحات التذكارية والمسلات التي وَثقتِ الأحداثَ المُعاصِرة.
أصبح تدوين التاريخ نمطًا راسخًا في الأدب الإثيوبي في العهود المبكرة للسُّلالة السليمانية التي امتدّت من عام 1270  م وحتى أُفولها عام 1974  م، حيث كانت أغلب التأريخات المُدوَّنة من نوع كِتابة السِّيَر المَلَكيّة والتّسلسُل الزمنيُّ لسِِجلات الأُسرِ الحاكمةِ، مُكمّلةً بِسِيَرِ حياة القديسين والتأريخات العالمية على شكل حَوْليَّات. وأصبحت الأساطير المَسيحية مِحْور التأريخ الإثيوبي في العُصور الوُسْطى بسَبب بَعض المُؤلّفات الأرثوذكسية الإثيوبية مثل ملحمة مجد الملوك، وَعَزَّزَ ذَلك التَّقاليدُ الأنسابيّةُ لحُكّام السُلالات السُليمانيّة في إثيوبيا.
سَيطر اللّاهوتُ المسيحيُّ والتسلسلُ الزمنيّ للكتابِ المقدسِ على الأدبِ التأريخي الإثيوبيّ، كما كان هناك تأثرٌ كبيرٌ بالشّعوبِ المُسلمة والوَثنية والأجنبية من داخل القرن الأفريقي وخارجه. وفي القرن الرابعِ الميلاديّ أقيمت علاقاتٌ دبلوماسيةٌ مع العالم المسيحي في العصر الروماني في عهد عيزانا أول ملك مسيحيّ في إثيوبيا، وجُدِّدت في أواخر العصور الوسطى عن طريق السفارات التي كانت تسافر من وإلى أوروبا في العصور الوسطى.
وبِناءً على الموروث التاريخي للكتابات اليونانيّة والرومانيّة القديمة عن إثيوبيا، قامَ المؤرّخون الأورُوبيّونَ في العصورِ الوسْطى بمحاولات لوصف إثيوبيا وشعبها والإيمان الديني فيما يتعلق بالكاهن يوحنا الأسطوري، الذي كان ينظر إليه على أنه حليفٌ محتملٌ ضد القوى الإسلامية. كما ذُكر التاريخ الإثيوبي وشُعوبهُ في أعمال التأريخ الإسلامية في فترات القرون الوسطى وحتى الموسوعات الصينيّة وآداب السفر وفي التأريخات الرسميّة.
وخلال الفترة الممتدة بين القرن السادس عشر الميلادي وبداية الفترة الحديثة المبكرة، عُقِد تحالفاتٍ عسكريةٍ مع الإمبراطوريّةِ البرتغاليّةِ، ووصل إليها المُبشرونَ اليسوعيونَ الكاثوليكيون، وقامت حروب طويلةُ الأمدِ مع مسلمي أفريقيا بما في ذلك سَلطنة عَدل والدولةُ العثمانيّة، وكذلك مع شعب الأورومو الذي هدد أمن الإمبراطورية الإثيوبية. ألهمت هذه الاتصالات والصراعات أعمال وصف الأعراق البشرية، لمؤلفين مثل الراهب والمؤرخ بحري، والتي كانت جُزءًا لا يتجزأ من التقاليدِ التأريخية القائمة، وشجعت على رؤية أوسعَ للسجلات التاريخيّة لمكانة إثيوبيا في العالم. كما ألّف المبشران اليسوعيان بيدرو بايز بين عامي 1564 – 1622 م وَمانويل دي ألميدا تأريخًا إثيوبيًا، لكنه ظلّ على شكلِ مخطوطةٍ اقتُصِر تَداولها بينَ الكهنة اليسوعيين في الهندِ البرتغاليّة فقط، ولم يُنشر في الغربِ حتى العصر الحديث.
طُوّرَ التأريخُ الإثيوبيّ الحديثُ محليًّا على يَد الإثيوبيين الأصليين وكذلك من قبل المؤرخين الأجانب، وأبرزهم المُستشرقُ الألمانيّ هيوب لودولف الذي اعتبره المُؤرخ البريطانيّ إدوارد أوليندورف مُؤَسِس الدّراسات الإثيوبيّة. شهدت فترة أواخرِ القرن التاسع عشر الميلادي وأوائل القرن العشرون الميلادي عَصرًا أدخلت فيهِ الأساليبِ التأريخيةِ الغربيةِ حيث جَرت مُوالفتها مع المُمَارسات التأريخيّة التقليدية، والتي جسدتها أعمالٌ مثل تلك التي قام بها هيروي وولدي سيلاسي. ومُنذ ذلك الحين، وَضعَ هذا الانضباطُ نُهجًا جديدة في دراسة ماضي إثيوبيا، ووجه انتقاداتٍ لبعضِ الآراءِ التقليديّة التي يهيمن عليها السّاميون والتي كانت سائدة بدورها وأحيانًا على حساب علاقاتِ إثيوبيا التقليدية مع الشّرق الأوسط. وكانَ للتأريخ الماركسي والدراساتِ الأفريقيةِ أدوارًا هامة في تطوير هذا التخصص. ومنذ القرن العشرين أولى المؤرّخُون اهتمامًا أكبر لقضايا الطبقة والجنس والعرق. وحَظِيت التقاليد المتعلقة بالسكان الآخرين الناطقين باللغات الأفريقية الآسيوية باهتمامٍ أكبر، حيثُ أعادَت التَحليلاتُ الأدبيةُ واللّغويةُ والأثريةُ تشكيل تصور أدوارهم في المجتمع الإثيوبي التاريخي. ارتكز التأريخُ في القرن العشرين إلى حدٍ كبيرٍ على الأزْمَة الحبشية عام 1935  م والحربِ الإيطاليةِ الإثيوبيةِ الثانية، في حين لَعبَ الانتصارُ الإثيوبيُّ على مَملكةِ إيطاليا في معركة عدوة عام 1896  م الدورَ الرئيسْ في الأدبِ التأريخي لهذين البلدين مباشرةً بعد الحرب الإيطالية الإثيوبية الأولى.

## الأصول القديمة

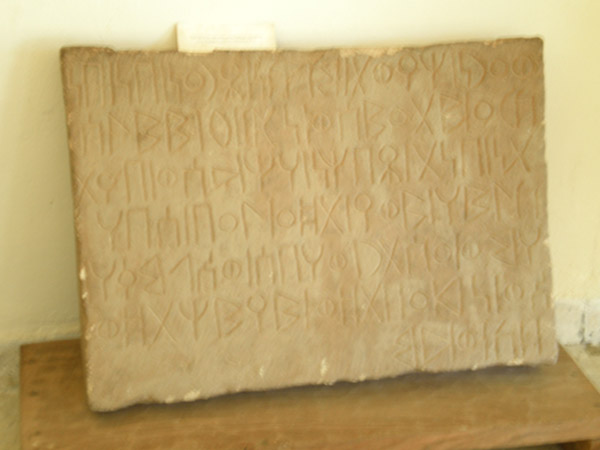
نقوش مكتوبة بخط المسند من اليمين إلى اليسار تعود للفترة التي سبقت تأسيس مملكة أكسوم (حوالي 100 م)، وجدت بالقرب من أكسوم، إثيوبيا

نُقِلت الكتابة بخط المُسند وهو «الخط العربي الجنوبي القديم» من عائلة اللّغات السّاميّة الجُنوبية إلى إثيوبيا منذ القرنِ الخامسِ قبل الميلاد. حيث يعتبر هذا النص العربي الجنوبي بمثابة المُرتكز الأساس في إنشاء الحروف الجعزية الإثيوبيّة، وتعود أقدم الدلائل التاريخية على وجوده إلى القرن الثاني الميلادي في ماتارا في إريتريا. ومع ذلك، تؤكد الثقافة اليونانية الرومانية في القرن الأول الميلادي عن بحرإيريترا أنَّ حاكم عدوليس تمكن من التحدث والكتابة باللغة اليونانية القديمة. كما أمكن العثور على هَذا الاحتضانِ للحضارة الهيلينية أيضًا في عملات أكسوم، حيث دُوّنَت الأساطيرُ عليها باللّغة اليونانيّة كحالِ بقية العُملاتِ اليونانية القديمة.

### علم النقائش
تعودُ جذورُ التقاليدِ التأريخيةِ في إثيوبيا إلى فترة مملكة أكسوم بين عامي 100 ق.م. حتى 940  م والتي كُشف عنها في النصوص الأبيغرافية التي كَلَّف بها الملوك لسرد إنجازات عهودهم وكذلك ما يدور في البلاطِ الملكيّ، مكتوبةٌ بأسلوب السيرة الذاتيةِ باستخدام الحروف الجعزية وأحيانًا أخرى باستخدام الألفبائية اليونانية، أو كليهما، على اللوحات التذكارية وكراسي العرش والمِسَلاّت التي عُثِر عليها ضِمن نطاقٍ جغرافيٍّ واسعٍ يَشملُ السودان وإريتريا وإثيوبيا. دَوّنَت هذهِ الوثائقُ أحداثًا تاريخيةً مختلفةً مثلِ الحملاتِ العسكريّة والبَعثاتِ الدبلوماسيّة والأعمال الخيرية، في إحياءٍ لذِكرى الحاكمِ المعاصرِ أو الأَرستقراطيين وأعضاءِ النخبةِ في المجتمعِ، وعلى سبيل المثال، المِسَلَّة التي بناها عيزانا ملك أكسوم في القرن الرابع عشر الميلادي إحياءً لذكرى انتصاراته في المعارك وتوسيع نطاق المملكة في القرن الأفريقي، في حين احتوى نُصُب عدوليت التذكاري المنقوش على العرش في عدوليس إريتريا، على أوصاف الغزوات التي قام بها الملك كالب ملك أكسوم في منطقة البحر الأحمر خلال القرن السادس الميلادي، بما في ذلك أجزاء من شبه الجزيرة العربية. ومن الجليّ أن هذه النُصوص كان لها تأثيرٌ على علم حكام أكسوم اللاحقين الذين كانوا لا يزالونُ يعتبرونُ أراضيهم العربيةُ المفقودةُ جزءًا منْ مَمْلكتهِم.

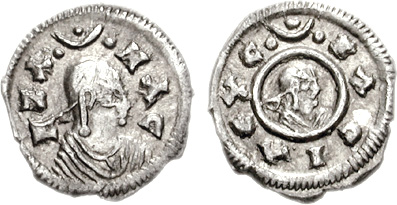
عملة فضية لعيزانا لملك أكسوم، منتصف القرن الرابع الميلادي

في التأريخ الروماني، قّدم التأريخ الكنسي لتيرانيوس روفينوس والذي يعتبر تَرْجَمة لاتينية وامتدادًا لعمل يوسابيوس القيصري عام 402  م سردًا للتحول المسيحيّ في إثيوبيا المسمى بـ «الهند الخفية» من قبل المبشر فرومنتيوس المُنحدِر من صور. وضّحت هذه النصوص أن فرومنتيوس ولأجل إكمال هذه المهمة، قد عُيِّنَ أسقفًا من قبل أثناسيوس الأول بابا الإسكندرية بين عامي 298 – 373 م، وعلى الأرجح بعد عام 346  م خلال فترة تولي الأخير مَنصبَ بَطرْيَرك الإسكندرية. ومن المؤكد أن هذه المهمة كانت قد تمت قبل عام 357  م، وذلك حينما خُلع أثناسيوس الأول من منصبه، وحلَّ محله جورج الكبادوكي، وأُجبِر على الفِرار، وخلال ذلك كتب رسالة اعتذار أرسلها إلى الإمبراطور الروماني قسطنطين الثاني والتي حافظت من قبيل المصادفةِ على رسالةٍ إمبراطوريةٍ رومانيةٍ إلى البلاط الملكي لأكسوم. خاطبَ قُسطنطين الثاني في رِسالتِه تِلك اثنين من «الطغاة» في إثيوبيا، عيزاناس وسوزاناس، وهما بلا شك قادة عسكريون لدى الملك عيزانا وشقيقه سايزانا، أو سازانان. كما تشيرُ تلكمُ الرسالة إلى أَنّ حاكمَ أكسوم كان بالفعل ملكًا مسيحيًّا. وكما تدل النقوش المكتشفة من عهد الملك عيزانا على أنه مٍنَ الواضِح كونُه مشركًا سابقًا في يوم من الأيام، حيث أمر ببناء التماثيل البرونزية والفضية والذهبية لآريز إله الحرب اليونانية. في حين تشير النقوش المزدوجة السبئية واليونانية المكتوبة بالحرف الجَعْزي على حجر عيزانا -الذي بُني إحياءً لذكرى غزواته لمملكة كوش في النوبة حديثا، السودان- إلى تحوله إلى المسيحية.
قامَ الرّاهبُ كوسماس إنديكوبليوتس في القرن السادس الميلادي في عَصر الإمبراطوريّة البيزنطيّة بتأليفِ كتابِ الطوبوغرافيا المسيحية -واصفًا تجارة المحيط الهندي التي تقود على طول الطريق إلى الصين- حيثُ زارَ ميناء مملكة أكسوم في عدوليس وأدرجَ روايات شهودِ عيانٍ عنها في كتابه. كما قام أيضا بنسخ نقش يوناني يُفصّل عَهد حاكم متعدد الآلهة من مملكة أكسوم أوائل القرن الثالث الميلادي، والذي بدورهِ أرسَل أسْطُولًا بَحريًّا عبر البحر الأحمر لغزو السبئيين في اليمن، إلى جانبَ مناطقَ أُخرى غربيّ شبه الجزيرة العربية  وأكدت النصوص السبئية اليمنية القديمة المكتشفة أن هذا الحاكم هو جدرت ملك أكسوم، الذي عقد تحالفات مع ملوك سبأ، حيث أدت تلك التحالفات في نهاية المطاف إلى سيطرة ملك أكسوم على غربي اليمن والتي استمرت حتى عهد الملك الحِمْيَري شامر يرعش الذي حكم بين عامي 265 – 287 م وَطَرَد الأكسوم من جنوبي غربي شبه الجزيرة العربية. وقد أمْكَنَ التعرف إلى أسماء العديد من ملوك وأمراء مملكة أكسوم فقط من خلال النقوش السبئية والحِمْيَريةِ الذّين خَلفوا المَلك غادارا مَلك أكسوم، بما في ذلك الملك عزيبا  كما وتذكر نقوش الملك عيزانا عروشًا منحوتةً بالحجارةِ بالقربِ منْ كنيسةِ السيدةِ العذراء في أكسوم، كما وَصف كوسماس إنديكوبليوتس عَرْشًا من الرُّخامِ الأبيضِ وعرشًا آخر في عدوليس مغطىً بالنقوش اليونانية.

### المخطوطات
بصرفِ النظرِ عن علم النقائش، تَضمّن تأريخ مملكة أكسوم مخطوطاتٍ نصيةٍ أيضًا. كما احتَوتْ بعضُ المخطوطات الإثيوبية أقدم ترجماتٍ للكتابِ المقدسِ إلى اللغة الجعزية، مثل أنجيل غاريما [الإنجليزية] التي كُتبت بينَ القرن الرابع الميلادي والقرن السابع الميلادي وَالتي قَلّدت الأُسْلُوبَ البيزنطي في فن المخطوطات. جُمِعَت مجموعة أكسوم التي احتوَتْ على أسفارٍ مدونةٍ بالحرف الجعزي والتي بدورها وفرت معلومات عن التَسلسُلِ الزمنيّ للأبرشية والأسقفية لكنيسة الإسكندرية القبطية الأرثوذكسية في مصر الرومانية بين القرن الخامس الميلادي والقرن السابع الميلادي. كَشفت هذه النصوصُ عن الطريقة التي نظرَ فيها ملوك أكسوم إلى التاريخِ منْ خِلال العدسَة الضّيقة للتسلسُل الزمنيّ المسيحيّ، وربّما تأثر تأريخهم المبكّر بالأعمالِ غير المَسيحيّة، مثل تلك التي أتت من مملكة كوش، والسلالة البطلمية الهلنستية في مصر، واليهود اليمنيين في المملكة الحِمْيَريّة.

## تأريخ العصور الوسطى
تراجعت قوة مملكة أكسوم في القرن السادس الميلادي نتيجة صُعودِ دولٍ إقليميةٍ أخرى في القرن الأفريقي. كما وَاصَل العُلماء المُعاصرونَ مُناقشة هُوِيَة ومَصْدر الشّخصية الأُسطوريّة أو شِبهُ الأسطوريّة جوديت [الإنجليزية] التي تعود إلى القرن العاشر الميلادي، وهي المَلكةُ التي أطاحت بمملكة أكسوم وفقًا للاعتقاداتِ التقليديّة. كما وتوجد أُسطورةٌ في وقائع القرن الثالث عشر الميلادي للراهب تيكلي هايمانوت، الذي وثّق كتاباتٍ تاريخيةٍ من مختلف الكنائسِ والأديرةِ الإثيوبية وتزعم الوقائع أن تلكَ الملكةَ كانت قد تزوّجَت بعد نفيها من أكسوم، من ملكٍ يهوديٍ في سوريا واعتنقت الديانة اليهودية. إلا أنَّه كانَ لكاتب أدب الرحلات الإسكتلندي «جيمس بروس» وِجهةُ نظرٍ أخرى حيث شكّك في هذه الحكاية وَاعْتَبَر أَنَّهَا مُجَرَّدُ مَلكة يهودية. كما افترضَ كارلو كونتي رُوسِّيني أنها كانت من شعب سيداما في مملكة داموت [الإنجليزية]، فِي حين قال ستيفن كابلان أنها كانت غازيةً غير مسيحيةٍ وأكدّ المؤرّخ «كنود تيغي أندرسون» أنّها كَانَتْ أحَدَ الأَعْضَاء المُنْتَظَمين في البلاط الملكي في مملكة أكسوم واستولت على العرش بذكاء.
كما بدا المؤرخ «كنود تيغي أندرسون» مجاريًا لأسطورةٍ أخرى تدّعي أنّ ديل نعود [الإنجليزية] الملك الأخير من ملوك أكسوم، أبقى على ابنته «ميسوب ويرق» في عُزلة خوفًا من نبوءةٍ تقول أنّ ابْنَها سَوفَ يُطيح بعَرشهِ، وَمَعَ ذَلك هربت «ميسوب ويرق» برفقة مار تقلا حيمنوت [الإنجليزية] والذي في نهاية المطاف قتل آخر ملوك أكسوم في مبارزة، وَتَوَلّى العرش وأسس سلالة زاغو. ولا تزال هذه الفترة واحدةً من أكثرِ الفتراتِ التي لم يفهمها التاريخُ المسجل لإثيوبيا فهما ًجيدًا. وما هو معروفٌ أن ملوك زاغو الأوائل كانوا ملوكًا مُتعدّدي الآلهة، وتَحولوا في نهاية المطاف إلى المسيحية، وحكموا المرتفعات الشمالية لإثيوبيا، في حين كانت السلطنات الإسلامية تسيطر على الأراضي الإثيوبية الساحلية المنخفضة.

### السلالة السُليمانية

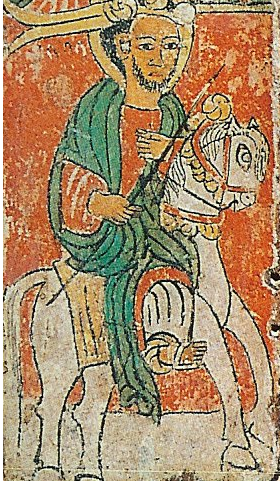
لوحة إثيوبية من القرن الخامس عشر لسلالة سليمانية تصور حاكم سلالة زاغو جبري مسكيل لاليبيلا (1181-1221)، موضوع وقائع زائفة تصوره كقديس قام بالمعجزات

أصبح الإمبراطور يكونو أملاك الذي حكم بين عامي 1270 – 1285 م، أوَّل إمْبَراطور على إثيوبيا عندما أطاحت قُوّاته بسلالة زاغو عام 1270  م، وأنشأ أجيالًا متعاقبةً من حُكام السُلالة السُليمانيّة استمرت حتى القرن العشرون الميلادي. وبحلول هذا الوقت صَارَتْ اللغة اليونانية -التي كانت اللغة المحورية في أعمال الترجمة في الأدب الإثيوبي- لغةً مهمشةً واختلطت الترجمات مع نظيراتها في القبطيّة والعربيّة. وَساهم ذلك في التأسيسِ لعملية ابتكر من خلالها المؤرخّون الإثيوبيون في العصور الوسطى تقليدًا تأريخيًا جديدًا منفصلًا إلى حدٍ كبيرٍ عن مَجموعةِ نُصوصِ مملكة أكسوم القديمة. كما أعلن الملوك السليمانيون عن وجود صلة مباشرة بَيْنَهُم وَبَيْنَ ملوك أكسوم وَعَزَوْا نَسَبَهُم إلى سُليمانَ بن داوود وَبلْقِيس مَلِكَةِ مملكة سبأ الواردة في الكتابِ المقدسِ اليهودي. شكلت هذه التقاليدُ الأنسابيّةُ أساس كتاب كيبرا ناغاست، الذي يُعتبر عَمَلًا أدبيًّا إثيوبيًا أساسهُ نَصُّ اللغة الجعزية التي نشأت في الأصل من اللّغةِ القبطيّة واللغة العربيّة في وقت ما بين القرن العاشر الميلادي والقرن الثالث عشر الميلادي. ويَعودُ شكلُ الكتابِ الحاليّ إلى القرن الرابع عشر الميلادي، حيث تَضمّن رواياتٍ أُسطوريةٍ وتاريخيةٍ مُفصلةٍ تَتَعلّق بِإثيوبيا إلى جَانبِ خِطاباتٍ لاهوتيةٍ حولَ مواضيعَ في العهدِ القديمِ والعهدِ الجديدِ. كما قارن المؤرخ «دي لورينزي» بَيْنَ مزيجٍ من الميثولوجيا المسيحيّةِ مع الأحداثِ التاريخيّةِ المرتبطة بأسطورة الملك آرثر وَالتي جُمّلَتْ وَزُيِّنَتْ بشكلٍ كبيرٍ من قبلِ رجلِ الدينِ الويلزي جيفري مونماوث في سيرته التاريخية تاريخُ مُلوكِ بَريْطانيا عام 1136  م. وَعَلى الرّغم من أنَّ كتاب كيبرا ناغاست كان قَد أَشَارَ إلى أنّ أبَاطِرة رُوما أو القُسْطَنطِينيّة وإثيوبيا كانوا بالفعلِ من سلالةِ الملك سُليًمان، إلَا أنَّه ثمّة هُنالِك شعورٌ معاد ٍ لليهودِ بشكلٍ قاطعٍ عُبّرَ عنهُ في عِدّة مواضِيعَ من الكتاب.
كانَ الشكلُ الأكثرُ شُيوعًا للتاريخ المكتوبِ الذي رَعَاهُ البلاطُ الملكيّ السليمانيّ هو سِيرة الحُكّام المُعاصرين، وَالذين كانوا وفي كثيرٍ من الأحيَانِ قَدْ أشَادَ بهِم كُتّاب السِّيرِ الذّاتية إلى جانبِ الإشادة بحكام السُّلالة السُليمانيّة. أُسِسَ هذا النّوع من السِّيرةِ الذّاتِية المَلكيّة في عَهدِ إمبراطور إثيوبيا أمدا سيون الأول الذي حكم بين عامي 1314 – 1344 م، والذّي لمْ تَسْرُد سِيرَتُه التّبادُلات الدِّبلوماسيّة والصّراعات العسكريّة مع القُوى الإسْلاميّة المُتنافسة في سلطنة عفت وسلطنة عدل، وعوضًا عنْ ذلك صَوَّرتْ الحَاكِم الإثيوبيّ على أنّه المشيحُ المُنْقِذ لأُمتِه. ولرُبَما توجدُ هنالك أصولٌ للتاريخ الأُسَري فِي سِيْرة بايدا مريم الأول [الإنجليزية]، والتي قَدّمت سَردًا عن حَياتِه وحياةِ أولادهِ، وعلى الأرجح أنَّ تدوينها كانَ على يَد مُعَلّم البلاط الملكي. إضافة إلى ذلك يؤكد المؤرخ «تيشال تيبو» أن مُؤرِّخي البَلاط الإثيوبيّ كانوا «متملقين محترفين»"" لملوكهم، عَلى حَدّ زَعْمِهِ، على غِرَارِ نُظرائهمُ البيزنطيّين اليونانيّين والإمبراطورييّن الصينيّين. وَعَلى سبيلِ المثالِ، تَتَحدّث السّيرةُ الذاتيةُ التي كُتِبَت بصُورَة مَجْهولةٍ للإمبراطور غيلاوديوس بين عَامي 1540 – 1549 م عن ذلك الحاكم وَتُظْهِرُه بصُورةٍ مُتَألّقَةٍ، وإنْ كانَ ذَلكَ بنَبرةٍ رِثَائِيّة بَينَما كانَت هنالك محاولات في تلك السيرة لوَضْعِهِ وَأَفْعَالَهُ في سياقٍ أخلاقيٍّ وتاريخيٍّ أعْظَم. وهنالك أيضا سِيرٌ تَقْديسِيَّةٌ لحُكَّام سلالة زاغو السابقين كانت قد أُلِّفت خِلال الحِقْبة السُليمانية. وعلى سبيل المثال، وفي عهد زرع يعقوب بين عامي 1434 – 1468 م كانت وَقائع ارتكزت على الإمبراطور جيبري مسكيل لاليبيلا قد صَوَّرَتْه على أنّه قِديسٌ مسيحيٌّ صَانعَ للمُعجزاتِ. وَمِنْ أجْلِ ضَمَانِ الحُصُولِ على شَرْعِيَة السُّلالة السُليمانيّة، ذَكرتِ الوقائعُ أيضًا أنَّ جيبري مسكيل لاليبيلا لم يَكُنْ رَاغِبًا في أن يَرِثَ وَرَثَتُهُ عَرْشَهُ.

### أوروبا في العصور الوسطى والبحث عن الكاهن يوحنّا

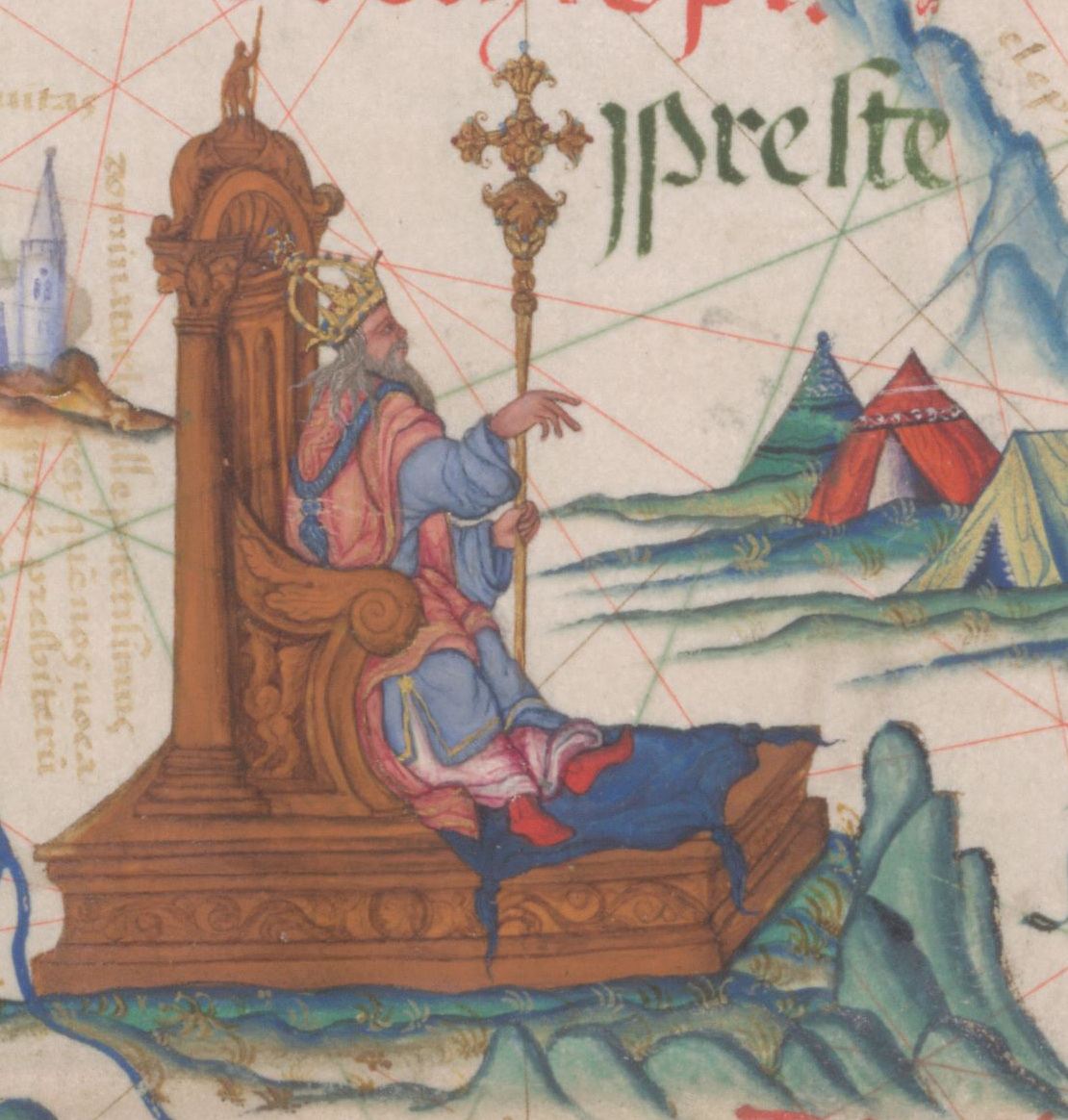
لوحة الكاهن يوحنّا كإمبراطور على إثيوبيا مُنَصبٌ على خريطة شرق أفريقيا في أطلس، قدمت من قبل البرتغاليين إلى ماري الأولى ملكة إنجلترا عام 1558 (المكتبة البريطانية)

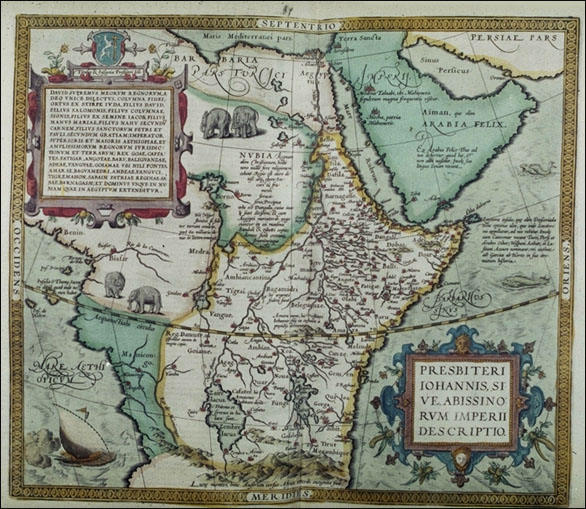
خريطة الحبشة 1584، من قبل رسام الخرائط الفلمنكي أبراهام أورتيليوس (1527-1598)

كَتب المؤرخ هيرودوت في التأريخ اليونانيّ أوصافًا موجزةً عن الإثيوبيين القُدماء، الّذين ذُكِروا أيضًا في العهد الجديد. وعلى الرُّغم مِن أنَّ الإمبراطوريّة البيزنطيّة كانت قد حَافَظَت على علاقات منتظمة مع إثيوبيا خلال العصور الوسطى المبكّرة، إلا أن الفتوحات الإسلاميّة المُبكّرَة في القرن السابع الميلادي قَطَعت الصِّلة بين إثيوبيا وبقيّةِ العالمِ المسيحيِّ. وَشَجَّعت سِجلات العَلاقَاتِ التَّاريخيّةِ هذهِ الأوروبيين في القرون الوسطى لاستكشافِ ما إذا كانَت إثيوبيا كانت لا تزال مسيحيّة أو أنَّهَا اعتنقت الإسلام، وَهِي فِكْرةٌ عَزَّزَها تَواجُد الحُجّاج الإثيوبيّين في الأراضي المقدّسة والقُدْس خلال الحروب الصليبيّة. وخلال العصور الوسطى المتأخرة، قّادَت الغَزواتُ المغوليّة بقيادة جنكيز خان في الفترة الممتدة بين عامي 1206 – 1227 م الأوروبيّين إلى التكهّن بوجود مَلكٍ مُحاربٍ كهنوتيّ أسطوريّ يُدعى الكاهن يوحنّا، وَالذي كان يُعتقد أنَّه يَسْكن الأراضي البَعيدة في آسيا وَالمُرْتَبطَةُ بالنسطوريّة المسيحية وَأنَّه قد يُعِيْنُهُم على هَزيمةِ القُوى الإسْلاميّة المُنافِسَة. وَسَاعَدَ أدَبُ الرَّحَلات لماركو بولو وَ أودوريك الذي ارْتَبَطَ برحَلاتِهِمَا الفَرْدِيَّة إلى الصّين خلال القرن الثالث عشر الميلادي والقرن الرابع عشر الميلادي على التّوالي، وَكَذلك عَمِليّات البَحْث غَيْرِ المُثْمِرة عن الكاهن يوحنّا في جنوب الهند، على تبديد فكرة أن مملكة الكاهن يوحنّا كانت موجودة في آسيا. كما كَانَ مِنَ المُفْتَرَضِ وَمُنْذُ فَتْرة طَويلةٍ أنْ تكونَ رِسَالةٌ ضَائِعَةٌ مِنْ عالمِ الخرائط جيوفاني دا كارينانو [الإنجليزية] شاهدةً على البَعثة الدبلوماسيّة الّتي أَرسلها الإمبراطور الإثيوبي ويديم عراد [الإنجليزية] إلى أوروبا اللاتينية عام 1306  م. غيرَ أنّ الأبْحاث التي أُجريت مُؤَخرًا كانت قد أشَارَت إلى أنّ هَذِه البعثة لم تَكُن ذَاتَ صِلَةٍ مَعَ إثيوبيا السُليمانية.
وَكَانَ المُبَشّر الدومينيكاني جوردانوس [الإنجليزية] -أسقف أبرشية كويلون للرّومان الكاثوليك [الإنجليزية] على طول ساحل مليبار في الهند- مِنْ أوَائِل المُؤلّفين الذين عُرِفَت إشارتهم إلى إثيوبيا عَلى أنَّهَا موقع مملكة الكاهن يوحنّا عام 1324  م، وذلك في كتابه «الأعاجيب». كما قام التاجر الفلورنسي «أنطونيو بارتولي» بزيارة إثيوبيا بدءًا مِن عام 1390  م حتّى حوالي عام 1402  م عندما عاد حينها إلى أوروبا بصُحبَةِ دبلوماسيين إثيوبيين. وأعْقَب ذَلك إقامة «بيترو رومولدو» المطولة في إثيوبيا بين 1404 – 1444 م، وكذلك الدبلوماسيين الإثيوبيين الذين حضروا المجمع المسكوني في فلورنسا عام 1441  م، واللذين أَظْهَروا حينها بعضِ مشاعِرِ الغضبِ وَأعْربوا عَنْ اسْتيائهم أمَامَ الحُضور الأورُوبيين الذين كانوا مُصِرِّيْنَ على تَسْمِية إمبراطُورهم بالكاهن يوحنًا.، واستمر هذا الاعتقادُ سَائِدًا إلى ما بعد فترة العُصور الوُسطى المتأخّرة بفضْلِ إِرثِ التأريخ الأوروبيّ عَنْ حِقبة القُرونِ الوُسْطى. وَعَلى سَبيلِ المِثالِ، انطلقَ المُبشّرُ البُرتغاليّ فرَانْسِيسكو ألفاريس [الإنجليزية] في رحلةٍ مُتَّجهًا صَوْبَ إثيوبيا عام 1520  م، معتقدًا أنه سيزور وَطَنَ الكاهن يوحنّا.

### التأريخ الإسلامي

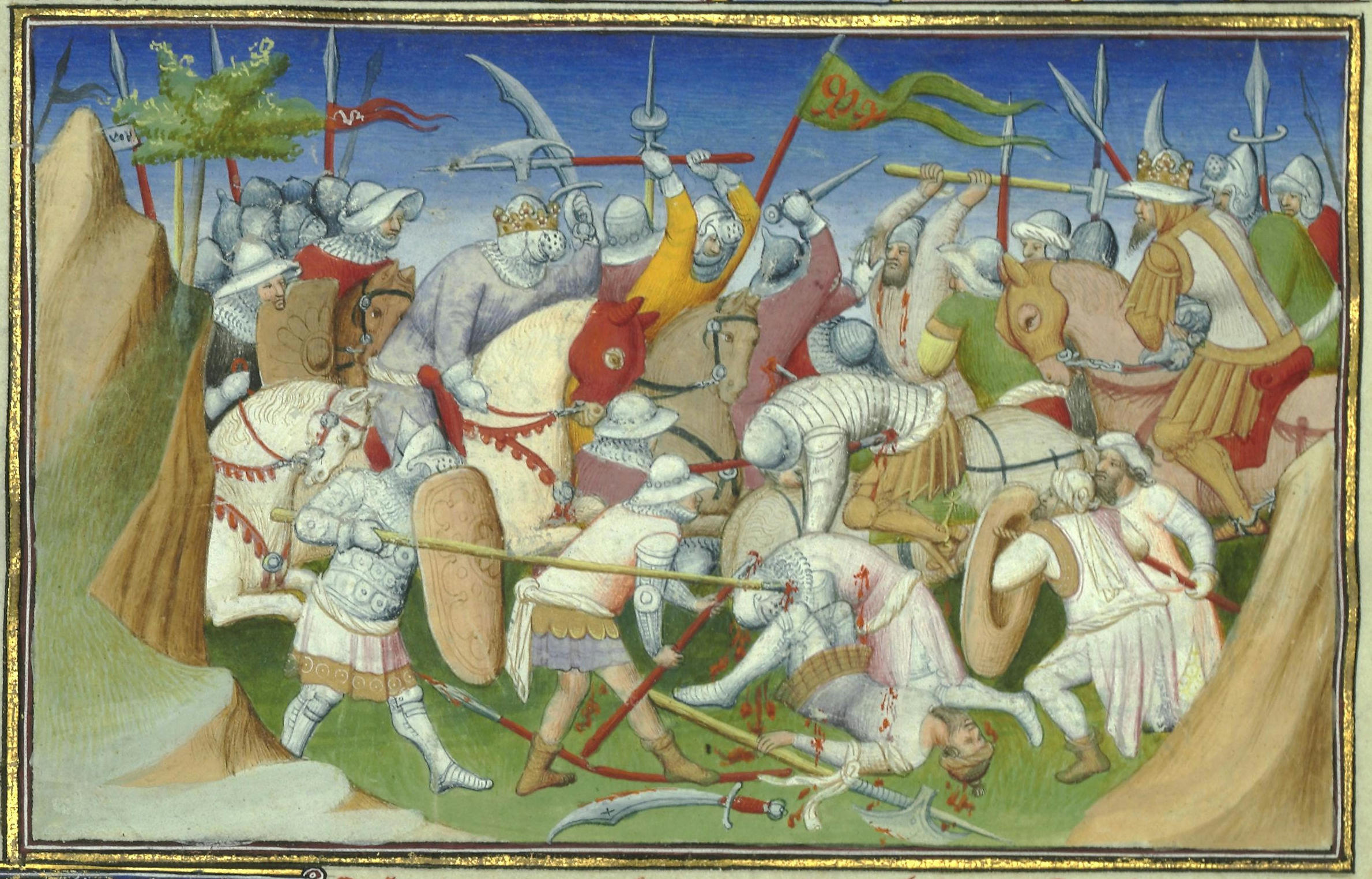
الملك الإثيوبي ياجيبا سيون ورجاله إلى اليسار في حرب مع سلطان عدل في القرن الخامس عشر.

عادةً ما أُوتي على ذِكر إثيوبيا في بَعضِ أعْمَالِ التأريخِ الإسْلاميّةِ المرتبطةِ بشكلٍ وثيق بانتشارِ الإسلام. كما أَشَارَت المَصادِرُ الإسلاميّة إلى أنَّ ملك الأَكْسُوم أصحمة النجاشي كان قد وفر الحِمَايَة لصَحابة النَّبي مُحَمَّد عام 615  م في مملكة أكسوم، وَهُو الحَدَثُ المعروفُ باسم الهجرة الأولى «الهجرة إلى الحبشة». وفي تاريخه، حدّدَ العالم المُؤرّخُ أحمد بن واضح اليعقوبي عام 897  م، وَذَلك في حِقْبَةِ الخلافة العباسية أنّ الحَبَشةَ تَقعُ إلى الشِمَالِ من أراضي البربر [الإنجليزية] والإشارة هُنا إلى الصومال وكذلك أرض الزنج «أو السُّود». كَما دوّن المؤرخ المملوكي ابن فضل الله العمري أن دَولة بالي التّاريخية، المُجاورةِ لسَلطنَة هَادية جَنوبيّ إثيوبيا، كانت جُزءًا من كونفدرالية زيلع الإسلاميّة، كما أنهّا وَقَعَتْ تَحتَ سيطرةِ الإمبراطوريّة الإثيوبيّة عام 1330  م، في عهد أمدا سيون الأول إمبراطور إثيوبيا. كما دوَن المؤرخ تقيُّ الدَين المقريزيَ أن سُلطان عفت سعد الدين الثاني حَقَّق نصرًا ساحقًا على مسيحيّي أمهرة في مقاطعة بالي [الإنجليزية] وسَلطنَة داوارو [الإنجليزية]، على الرّغم من تفوّقِهم العَدَدِيّ. كما وَصفَ انتصاراتٍ أُخرى يَزْعُم أنّها انتصاراتٌ هَامَةٌ حقَّقها السُّلطان جمال الدين الثاني [الإنجليزية] سُلطان عدل عام 1433  م في مقاطعة بالي [الإنجليزية] وَسَلطنَة داوارو [الإنجليزية] أيضًا، حيثُ قِيلَ أنّ «جَمال الدّين» كَانَ قَد أَخَذَ مَا يَكْفي من الغنائم لتوزيعِهَا على رعيته كما أخذ معه الأسرى كعبيد. وَيقول المؤرخ «أولريش براوكامبر» أن هذه الأعمال من التأريخ الإسلامي -التي تُظْهِرُ النُفُوذ وَالوُجودُ العَسكريّ لسَلطنةِ عدل جَنوبي إثيوبيا- تميلُ إلى المُبالغةِ في التَأكِيدِ على أهَمّية الانتصاراتِ العسكريّةِ التي أدّت في أحْسنِ الأحوالِ إلى سَيطرةٍ إقليميةٍ مؤقتةٍ على مناطق مثل مقاطعة بالي [الإنجليزية].
وَصَفَ المُؤرّخ الأندلسيّ الحسن بن محمد الوزان الزياتي الفاسي الحبشة على أنَّهَا مملكة الكاهن يوحنّا، حيث كان حَبشِيّو الحَبَشَةِ خَاضِعِينَ لهُ. وقامَ بتحديدِ الأحباش كَمَجْمُوعةٍ واحدةٍ من خمْسِ مجموعاتٍ سكانيةٍ رئيسةٍ في القارة الإفريقية إلى جانب الأفارقة من الموريين والمصريين والعرب والكفريين.

### التأريخ الصيني
كان التّواصُل بينَ الإمبراطوريّة الإثيوبيّة والإمبراطورية الصّينية مَحدودًا للغاية، وبصورةٍ غيرِ مباشرةٍ في أغلبِ الأحْيانِ، وَثَمَّة وُجودٌ لبعضِ المُحاولاتِ التأريخيّة والموسوعيّة الصينية في وَصْفِ أجْزَاءَ مُعيَّنة مِنْ إثيوبيا نفْسِها أو خارج المناطق التي كانت تُسيطِرُ عليها ذاتَ يوم. وَيؤكد «تشانغ شيانغ»، وهو باحث في العلاقات الأفريقية الصينية، أن بلد «دو لي» المَوصوفِ في فصل «شيو خوان» -بمعنى المناطق الغربية- من كتاب هان اللاحق، كَانَ بَلَدَ مِيْنَاء مملكة أكسوم في عدوليس. وَمِن هَذِه البَلَدِ أُرْسِل مَبْعُوثٌ إلى لويانغ، عَاصِمة أسرة هان الصينية حوالي عام 100  م. كما يَصِفُ كُلٌ مِنْ كتاب تانغ الجديد [الإنجليزية] الذي صَدَرَ فِي القرن الحادي عشر الميلادي، وَكِتَاب ونشيان تونغكاو [الإنجليزية] الذي صَدَرَ في القرن الرابع عشر الميلادي بَلَد النوبة التي كانت تسيطر عليه مملكة الأكسوم سابقًا على أنَّه أرضٌ صَحْرَاوِيَّة تَقَعُ جُنُوبي الإمبراطورية البيزنطية التي كانت موبوءة بالملاريا، كَمَا وَصَفَ سُّكَان إقليم «مو لين» الأصْلِيِّين على أنَّهُم ذَوُو بَشَرَةٍ سَوْدَاء وَيَأْكُلُوْنَ التمور الفارسية. وَفِي تَرْجَمَتِه الإنْجلِيْزية عَنْ هَذِهِ الوَثيْقَة، حَدَّدَ فريدريك هيرث [الإنجليزية] «مو لين» ومملكة علوة وجارتها «لابوسا» ضِمْنَ مملكة المقرة، وَكِلْتَيْهُما وَاقِعٌ في النُوبة.
كَمَا وَصَفَ كِتَاب ونشيان تونغكاو [الإنجليزية] الدّيَانَاتِ الرَّئيسَةِ فِي النُوبة، بمَا في ذَلك دِيَانَةُ الداقين [الإنجليزية] أي المسيحيّة، ولا سيّما المسيحيّة النسطوريّة المُرتَبطَة بالإمبراطوريّة الرّومانيّة الشرقيّة، وَيَوْم الرَّاحة الذي يَحْدُثُ كُلَّ سَبْعَةِ أيَّامٍ لأتباعِ دِيَانَة الداقين [الإنجليزية] وَقَصَد به أيضًا العَرَبَ المُسْلِمُون. اشتُقّت هَذه المَقَاطِع مِنْ أحَدِ كُتُب دو هوان الذي يَعُودُ تَاريْخُهُ إلى القرن الثامن الميلادي، وَهُو كَاتِبُ أدَب رَحَلاتٍ نَشُطَ فِي عَهْد أسرة تانغ الصينية التي حَكَمَت بَيْنَ عَامَي 618 – 907 م، واعتقلته القُوّات العبّاسيّة في معركة نهر طلاس عام 751  م، وَبَعد ذَلك زَار أجْزَاءَ مِنْ غربِ آسيا وشمالِ شرقِ أفريقيا. كَمَا أَشَارَ المُؤَرّخ «ولبرت سميدت» إلى إقْليْمِ «مو لين» عَلى أنَّه مملكة المقرة المسيحية في النُوبة. وَرَبَطَ إقليم «لابوسا» بالحبشة، مَا جَعَل مِنْ هَذا أَولَ نَصٍّ صِيني في وَصْفِ إثيوبيا. وَغَادَر دو هوان المنطقة عائدًا إلى وطنه من ميناء مملكة الأكسوم في عدوليس. بَيد أنّ النَشاط التِجاريّ بينِ إثيوبيا والصين خلال عهد أسرة سونغ في الفترة الممتدة بين عامي 960 – 1279 م أكَّده العُثورُ على عُمْلة سونغ الصينية في قرية «هارلا» التي تعود إلى القرون الوسطى، بالقرب من دير داوا في إثيوبيا. كما أرسلت سلالة مينغ الصينية التي حكمت بين عامي 1368 – 1644 م دبلوماسيين إلى إثيوبيا، حيث ارتادها التجار الصينيون أيضًا، وَكَان نطاق التجارة ضيقا جدا واقتصر على بعض التبادلات التجارية التي كانت تَتِمُّ بطريقة غير مباشرة مع البلدان الأفريقية خلال الحقبة المبكرة من عهد أسرة تشينغ بقيادة المانشو بين عامي 1644 – 1911 م، كما أشار الصينيون إلى أدَبِ الرَّحَلات المُدَوَّنِ عن الصِّين وتَاريخِهَا إلى شَرْق أفريقيا قبل إعادة إحياء العلاقات الدبلوماسية مع البلدان الأفريقية في القرن التاسع عشر الميلادي.

## التأريخ الحديث المبكر

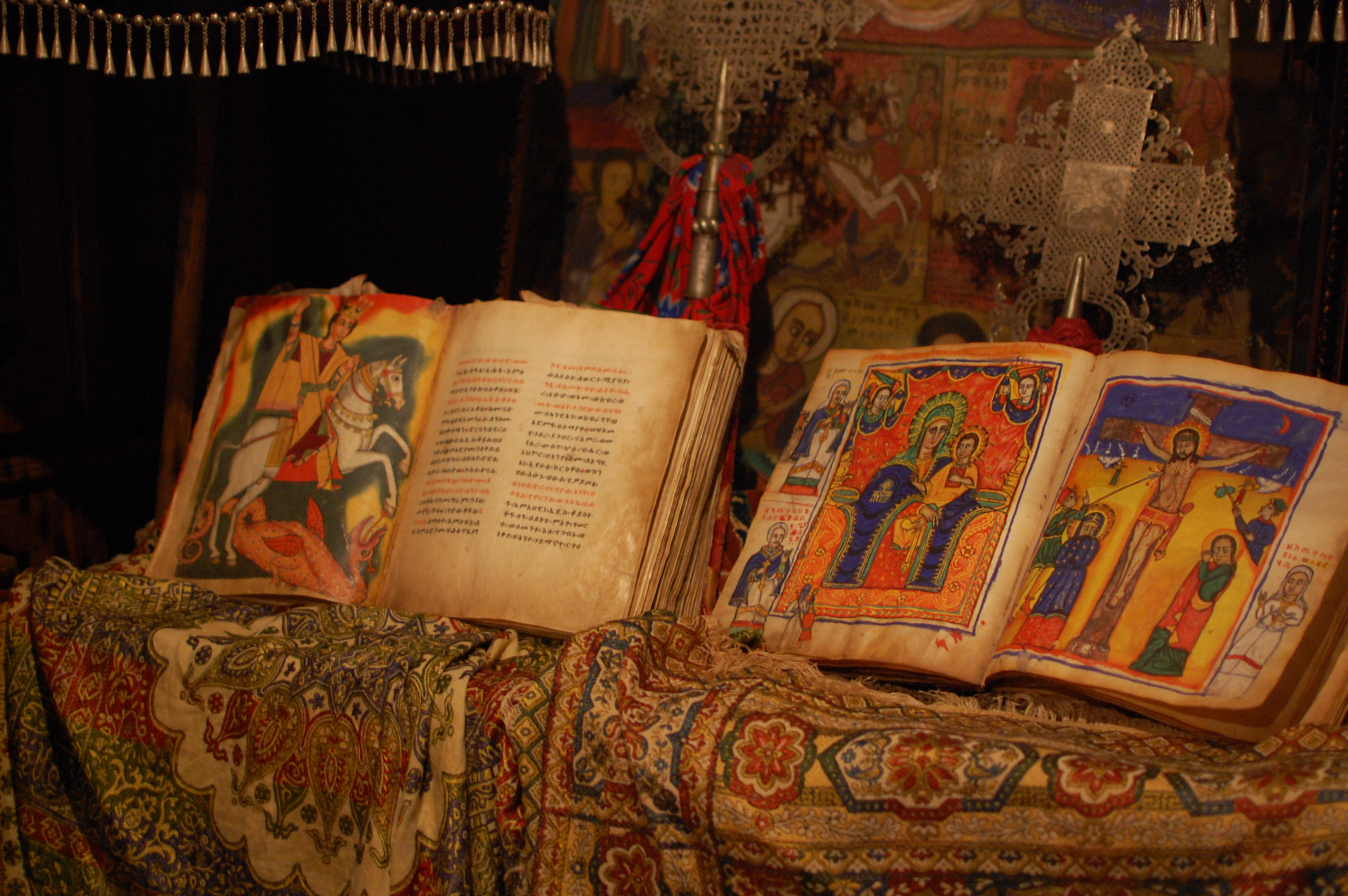
مخطوطات مُذهَبّة موجودة في كنيسة أورا كيدان ميهريت الأرثوذكسية التي يعود تاريخها إلى القرن السادس عشر، شبه جزيرة زيغ، بحيرة تانا، إثيوبيا

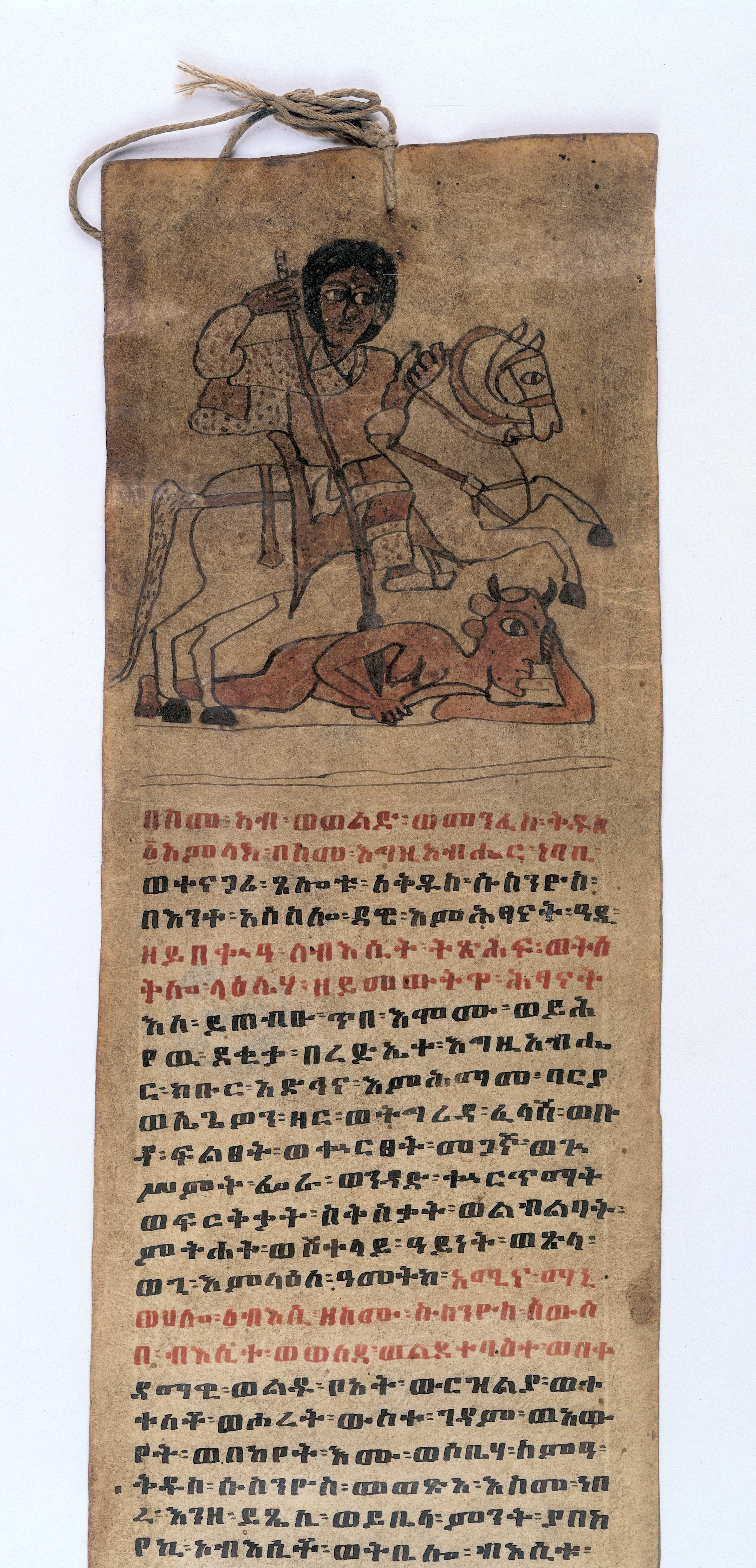
لوحة سوسينيوس الأول الذي حكم بين عامي 1607-1632م، على ظهر خيله ضاربا الشيطان بالرمح ، على لفيفة صلاة مكتوبة بالجعزية لطرد الأرواح الشريرة التي كان يعتقد أنها تُسبّب الأمراض.

### الصراع والتفاعل مع القوى الأجنبية
أصبحت تقاليدُ السّيرة الذاتية الإثيوبية خِلال القرن السادس عشر الميلادي أكثر تعقيدًا وتعالُقًا وأوسعَ من ناحيةِ نَظْرَتِها للعالم، وذلك نَظرًا لتورُّطِ إثيوبيا المباشرِ في الصراعات بين الدولة العثمانية وَ الإمبراطورية البرتغالية في منطقة البحر الأحمر. كَمَا وَصَفَتْ سِجلًاتُ دويت الثاني الذي حَكَمَ إثيوبيا بين عامي 1508 – 1540 م، الحَرْب الدّفَاعِيَة التي شَنَّها ضِدَّ سُلطان عَدل أحمد بن إبراهيم الغازي الذي حَكَمَ بين عامي 1527 – 1543 م، على صُورةٍ مُتَسَلْسِلَةٍ مُخْتلفةٍ تَمامًا عَن التقاليدِ التأريخية السَّابقة. وَكَانَتَ وَقَائِعُ جيلاوديووس الذي يَنْتَمي إلى السلالة السليمانية الأكثَر تَفْصِيلًا مِنْ أيّ عَمَل إثْيُوبي تأريخيٍّ سَابقٍ وَالتي يُعتقد أنَّ رَئيس الكنيسة الأرثوذكسيّة الإثيوبيّة بين عامي 1470 – 1560 م الأنبا قوم قَامَ بكِتَابتها. وَ فَسَّر فيْهَا التَّحَالف العَسْكَريّ للإمبراطور الإثيوبيّ مع كريستوفاو دا غاما بين عامي 1516 – 1542 م، ابنُ المُسْتَكشِف البُرتغالي فاسكو دا غاما، ضِدَّ سَلطنة عَدل وَقَائِدِها السُّلطان أحمد بن إبراهيم الغازي وَحُلَفَائه العثمانيين، وَلاحِقًا ضِدَّ حَاكِمِ اليَمَن العثماني، أوزديمير باشا عام 1560  م.
تَنْقَسِم سِيْرة شَقِيْق جيلاوديووس وَخَلِيْفَتِه ميناس الإثيوبي [الإنجليزية] إلى قِسْمَيْن، يَخْتَصُّ أحَدُهُمَا بأمُورِ حَيَاته قَبْل تَولِّيهِ العَرش وَالآخرُ بفَتْرَة حُكمِه المُضْطَّرِبة التي قَاتَل فيْهَا المُتَمَرِّدين. وَتَمَّ الانْتِهَاء مِنْ كِتَابة سِيْرتِه الذَّاتية هَذِه في عَهْد خَليْفَتِه سارسا دينجيل [الإنجليزية] الذي حَكَمَ بَيْنَ عامي 1563 – 1597 م. وَيُمْكِن اعْتبار وَقَائِع هَذَا الأَخير دَوْرَةً مَلحميةُ لمُقَدِمَتِهِ التي تَصِفُ الأَحْداثَ في العُصُورِ السَّابقة مَمْزُوجَة بتَلْمِيْحَاتٍ مِنَ الكِتَابِ المُقَدَّس. والتي وَصَف فيها الصِّرَاعات ضِدَّ النُبَلاء المُتَمرِّدين المُتَحَالفين مَع العثمانيين وَكَذلك الحَمْلة العَسْكَريَّة ضِدَّ اليهود الإثيوبيين.
وَبحُلول القرن السادس عشر الميلادي أيضًا، بَدَأتْ الأَعْمَال الإثيوبية تُنَاقِشُ الأَثَر العَمِيق للشُّعوب الأجنبية في تَاريخها الإقليمي. وَتَشْرح وَقَائِعُ جيلاوديووس الاحْتِكَاك بين الكنيسة الأرثوذكسية الإثيوبية وَالمُبَشِّرين الكَاثوليك القادمين مِن إسبانيا والبرتغال، بَعْد وصول اليسوعيين في عام 1555  م. وَ مَعَ إقْنَاعِه لليسوعيين فِي مَمْلَكته، أصْبَح الإمْبَرَاطُور سوسينيوس الأول الذي حَكَمَ بَيْنَ عامي 1607 – 1632 م الحَاكِم الإثيوبي الوَحِيد الذي تَحَولَ مِنَ المسيحية الأرثوذكسية إلى الكاثوليكية، حوالي عام 1625  م أو قَبْلَهُ بقَليل، وَبَعْد ذلك مُحَاوَلاتِه لتَحْوِيل رَعَايَاه وَتَقْويضِ الكنيسة الأرثوذكسية مَا أدَّى إلى نُشُوب ثَورات داخليّة. وفي عام 1593  م نشر الراهب والمؤرخ وعالم وصف الأعراق البشرية الإثيوبي بحري عَملًا قَدَّم أسبابًا للنَجَاح العَسْكريّ لشَعب الأورومو المُتعدّد الآلهة الذي حَارَب ضِدَّ الإمْبَرَاطُوريَّة الإثيوبيّة. كَمَا تَضَمَّنَت التَّواريخُ الإثْيوبيَة في هَذِه الفترة تَفَاصيْل عَنْ المُسلمين الأجَانب واليَهُود وَكَذَلك المسيحيين بمَا فِي ذَلك القَادِمين مِنْ أوروبا الغربية وَالإيرانيين الصفويين وَحَتَّى شَخْصِيَّاتِ الإمبراطورية البيزنطية التي أفُلَت.

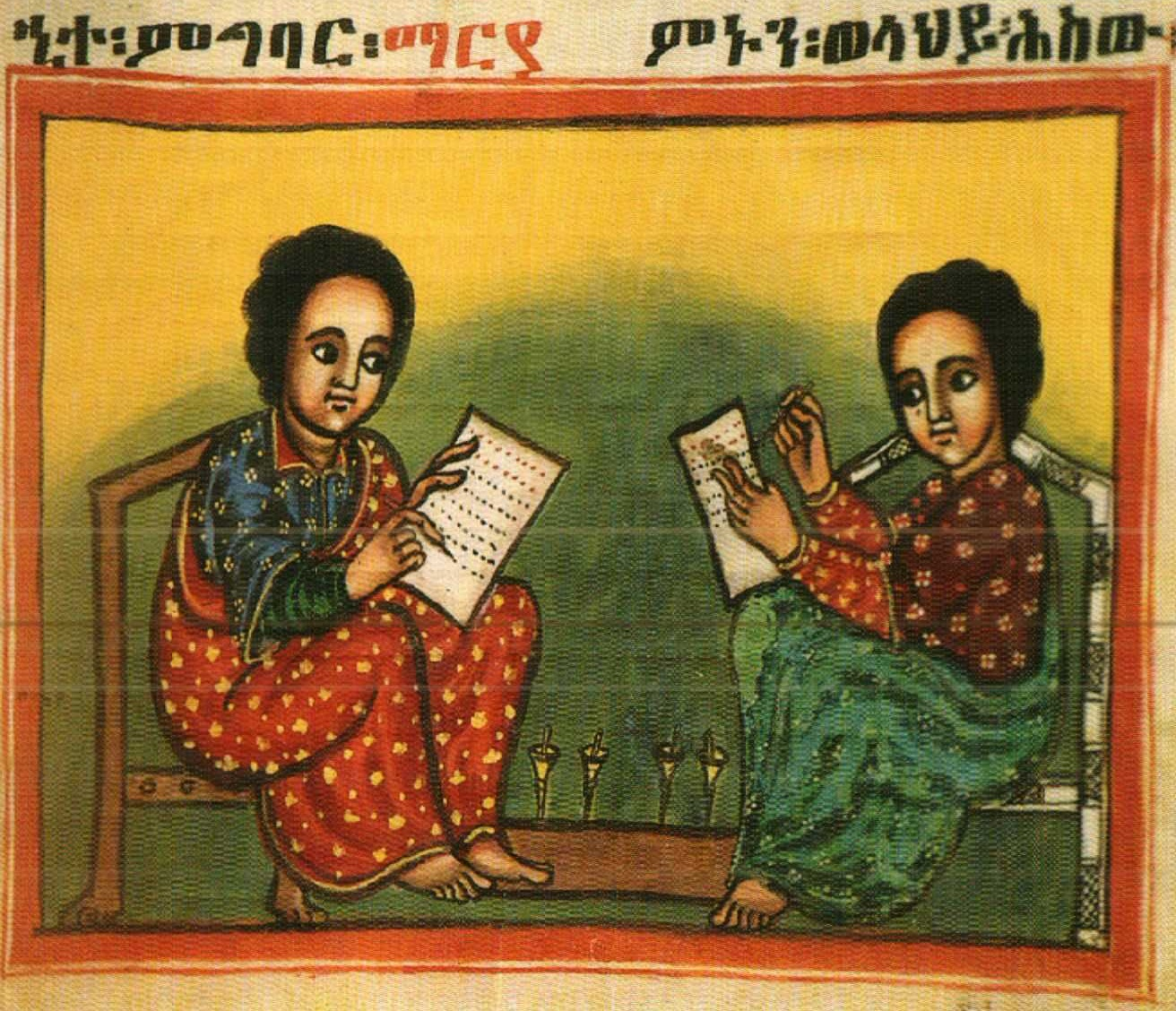
مخطوطة مذهبة من أكسوم تظهر اثنين من الكتبة، أوائل القرن الثامن عشر.

قَام بيدرو بايز -وهو يسوعي إسباني في بلاط سوسينيوس الأول- بتَرجمة أجْزَاء مِنْ سِجلّات الأبَاطِرة الإثيوبيين التي تَعُود إلى عَهْد أمدا سيون الأول في القرن الرابع عشر الميلادي، وَكَذلك عهد الملك كالب، مَلِكِ أكسوم في القرن السادس الميلادي. تَمَّ الحِفَاظُ عَلى بَعْضِ هَذِه الأجْزَاء فِي كِتَاب تَاريخ إثْيوبيَا مِنْ قِبَل اليَسُوعيِّ البُرتُغاليّ مانويل دي ألميدا، وَ أُعِيْدَت كِتَابة مَخْطُوطةِ بدرو بايز الأصْليَّة إلى حَدّ كَبير لإزَالة الَمقَاطِع الجَدَليَّة مِنْهَا والتي كانت ضِدََ نِظَامِ الرهبنة الدومينيكانية المُنَافس. كَمَا تَرْجَم بيدرو بايز فَصْلًا مِنَ السِّيْرة الإثيوبية التي غَطَّتْ حَيَاة وَأَعْمَال حَاكِم القرن الثالث عشر الميلادي جيبري مسكيل لاليبيلا تاريخ إثيوبيا، الذي وصل إلى غوا في الهند، بحلول نهاية عام 1624  م، وَلمْ يُنشر فِي أوروبا حَتَّى العَصْر الحَديث وَظَلَّ مُتَدَاوَلًا بَيْن اليسوعيين فِي الهند البرتغالية فَقَط. وَ بَعْد أنْ تَنَازَل سوسينيوس الأول عَنْ العَرش، قَام ابْنُه وَخَليفتُه فاسيليداس بطَرد اليسوعيين مِن إثيوبيا.

### سجلات السيرة الذاتية وتاريخ الأسر الحاكمة
اسْتَخْدم البَلاط المَلَكِيّ الإثيوبي مُؤَرِّخ بَلاط رَسْمِي عُرِفَ باسْمَ «الصَّحَافِ تيزاز»، مُنذ عَهد سوسينيوس الأول عَلى أبْعَد تَقدير، وَالذي كَان بدَورِه عَالمًا كَبيرًا في الكَنيسة الأرثوذكسية الإثيوبية. كَمَا كَلَّف سوسينيوس الأول كلًا مِنْ «ميهيركا دينجيل» وَ مُسْتَشَارَهُ «تاكلا سيلاسي» كِتَابَة سِيْرَتِه الذَّاتِيَّة عام 1638  م. وَكُتبت السِّيَر الذَّاتيّة لكل من الأباطرة يوهانس الأول [الإنجليزية]، أيواس الأول [الإنجليزية] وباكافا [الإنجليزية]، وَوَظَّفَ هَذَا الأخِير أرْبَعَة مُؤَرِّخِين منفصلين في البلاط وهم: «سينودا»، «ديميتروس»، «آرسي» و«هواريات كريستوس». وَضُمِّنَ عَهْدَي كُلٍ مِنَ الأبَاطِرة أيواس الثاني [الإنجليزية] الذي حكم بين عامي 1730 – 1755 م، وأيواس الأول [الإنجليزية] الذي حكم بعده بين عامي 1755 – 1769 م فِي التَّاريخ الأُسَرِي العَام، فِي حِيْن أنَّ آخِر سِيْرَةٍ مَلَكِية مَعْرُوفة فِي شَكْلِ وَقَائِع قَبْلَ القرن التاسع عشر الميلادي كَانَ قَدْ كَتَبَها عَالِمُ الكنيسة «غابرو» وَغَطَّتْ أَوَّلَ عَهْدِ تيكلي جيورجيس الأول [الإنجليزية] الذي حكم بين عامي 1779 – 1784 م، حَيْثُ انْتَهَى النَّصُ فَجْأة قَبْل خَلعِه.

## التأريخ الحديث

### عصر الأمراء
شَهِدَت الفَتْرة الفَوْضَويَّة المَعْروفَةِ باسْمِ عَصْرِ الأُمَرَاء (بالإثيوبية الجعزية: ዘመነ መሳፍንት أو زيميني ميسافنت) المُمْتَدَّة بينَ منتصف القرن الثامن عشر الميلادي إلى منتصف القرن التاسع عشر الميلادي حَالَة تَشَرْذُمٍ سِياسيٍّ وَحَرْبًا أهْليَّةً، وَفُقِدَت فيهَا السُّلطَة المَرْكزيَّة، وَنَتيجة لِهَذِه العَوَامِل، نَشَأ تَحَوُّلٌ كَاملٌ فِي التأريخ مُبْتعدًا بصُورَة كُلِّيَةٍ عَن كِتَابَة السِّيَرِ المَلَكِيَّة للأُسَر الحَاكِمَة. حَيْثَ تَأَسَّسَ نَوعٌ جَديدٌ مِنْ تَاريخِ الأُسَر الحَاكِمَة، المَعْروفِ باسْم «الوقائع القصيرة»"" وِفْقًا للمُؤرخ «دي لورنزي»، وَذَلك عَلى يَدِ بَاحِثٍ كَنَسيّ يُدعى «تقلا حيمنوت»، الذي جَمَعَ عَمَلُه بَيْنَ التَّاريخ العَالَمِي وَالتَّاريخِ السُّلالي السليماني. وَاسْتَمَرَّ هَذا النَّوعُ مِنَ التَأْريخَاتِ في القرن العشرون الميلادي. فِي حِين انْقَرَضَتْ اللغة الجعزية بحلول القرن السابع عشر الميلادي، وَلَمْ تَتِمَّ كِتَابة السِجِّلات المَلَكية باللغات السَّامية الأمْهَرية إلا فِي عَهْد تيودروس الثاني الذي حَكَمَ بَيْنَ عامي 1855 – 1868 م.
وَظَهَر أيضًا نَوْعٌ آخَرُ مِنَ التَّأريخِ فِي عَصْر الأُمَرَاء وَهُوَ الحَوْلِيَّات الإثيوبية المَعْروفَةِ باسْم (باللاتينية: ya'alam tarik) حَيْثُ حَاوَلَتْ هَذِه الأَعْمَالُ سَرْدَ الأحْدَاث العَالَمِيَّة الكُبْرى مِنْ وَقْتِ سِفْر التَّكوين وَحَتَّى عَصْرِهَا الحَاليّ فِي تَاريخٍ عَالَمِي. وَعَلى سَبيلِ المِثَالِ، عَمَلُ يُوحنا النقيوسي المُتَرْجم الذي شَرَح التَّاريخَ البَشَريّ حَتَّى الفَتح الإسلامي لمِصر عام 642  م، وَالذي أصْبَحَ عُنْوانًا أسَاسِيًّا في التَّأريخ الإثيوبي. وَكَمَا تُوْجَد فِيْهِ أيْضًا قَوَائِمَ زَمَنِيَّة وَأَنْسَاب حكام إثيوبيا [الإنجليزية] وَبطاركة الكنيسة الأرثوذكسية التي تَضَمَّنَتْ بَعْضَ عَنَاصِر السَّرْدِ التَّأريْخِي.

### أدب السيرة الذاتية
جُمِعَت السِّيَر المُخْتَلفة للأباطرة الإثيوبيين فِي العَصْرِ الحديث. وَبحلول عام 1975  م، قَامَ المُؤَرِّخ زويدي جبري سيلاسي [الإنجليزية] خِرِّيج جامعة أكسفورد بنَشْرِ سِيْرةً عَنْ الإمْبَرَاطُور يوهانس الثاني [الإنجليزية] الذي كَان عَلى صِلَة قَرَابَة مَعَه. وَنَشَر الإمْبَرَاطُور هيلا سيلاسي الذي حَكَمَ إثيوبيا بين عامي 1930 – 1974 م سِيرته "حياتي وتقدم إثيوبيا [الإنجليزية] بين عامي 1973 – 1974 م، وَالتي تُرجِمت عَام 1976  م مِنَ اللُّغة الأمهريّة إلى اللُّغة الإنجليزيّة وَضَبط كتابتها مِنْ قِبَل إدوارد أوليندورف فِي دَار نشر جامعة أكسفورد. وَيُؤَكِّد «حنا روبنكوفسكا» أنَّ الإمْبَراطور سيلاسي كان من المؤيّدين النشطين لفكرة «التلاعب التأريخي»، خاصة عندما يتعلق الأمر بإخفاء المواد التَّاريخيّة التي يَبدو عَلَيها أنها تَتَعَارض أو تَتَناقض مَعَ الدِّعَاية وَالتَّاريخ الرَّسميَّين. وَعَلى سبيل المثال، قَامَ بحَجْبِ بَعْضِ السِّجلّات وَالأعْمَال التَّاريخيَّة عَن العَامَّة وَاحْتَفظ بها في مَكْتَبَتِه الخَاصَّة، مِثْل كِتَاب «عليقة» (باللاتينية: Aleqa) لكَاتِبه «جبرا إغزيابير إلياس» والذي كان سِيرةٍ غَطَّت عَهْدَ سَلَفِ سيلاسي، ليج إياسو الذي حَكَم بينَ عامي 1913 – 1916 م، وَكَان قَدْ اعْتَنق الإسلام في وَقْتٍ مُتَأخِّر مِنْ حَياته، وَكَذلك عَهْد الإمْبَرَاطُورة زيوديتو التي حَكَمَت بين عامي 1916 – 1930 م. وَحُرِّرَ العَمَلُ الأخِير وَتُرجمَ إلى اللُّغة الإنجليزية وَأُعِيْدَ نَشْرُهُ مِنْ قِبَل «رودولف ك. مولفير» عام 1994  م.

### التأريخ الإثيوبي والغربي

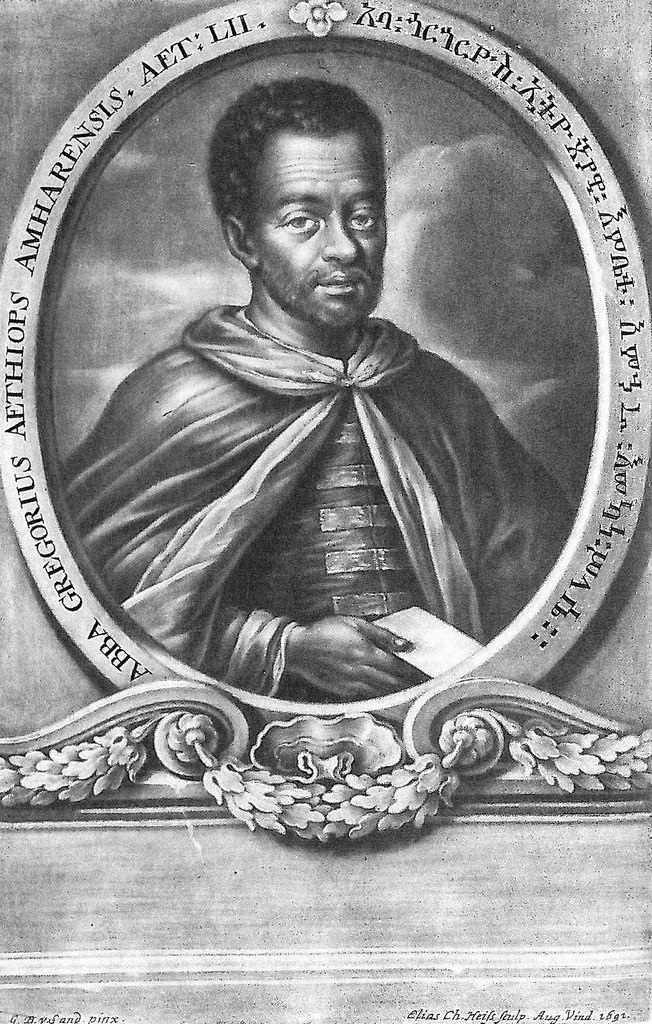
صورة كتاب محفور للراهب الإثيوبي أبا غورغوريوس (1595-1658) لكريستوفر إلياس هيس، أوغسبورغ، 1691.

يَعتبر «إدوارد أوليندورف» المُستشرقَ الألماني هيوب لودولف مُؤَسِّسَ الدِراسَات الإثيوبية فِي أوروبا، وَذَلك بفَضْل جُهُوده فِي تَوثيقِ تاريخ إثيوبيا وَاللُّغة الجعزية، وَكَذلك الأمهرية. وَقَبْل زيارته إلى إثيوبيا، تَعَاوَن مَعَهُ الرَّاهب الإثيوبي غورغوريوس [الإنجليزية] وَقَدَّم لهُ مَعْلُوماتٍ هَامَّة لتَأليفِ كِتَابه تَاريخ إثيوبيا وَشُرُوحِهَا. كَمَا سَاعَدَهم في ذلك رَجُل الدِّين البُرتغالي ذي الأصول الإثيوبيَّة «أنطونيو دأندرادي» مِنْ خلال عَمَلِه مَعَهُم كَمُتَرجم، حَيْثُ أنَّ الرَّاهب غورغوريوس [الإنجليزية] لمْ يَكُن يَتَحَدَّثُ أيا مِنَ اللُّغة اللاتينية أو اللُّغة الإيطالية بشَكْلٍ مُلائِم. وَبَعْد «هيوب لودولف»، يَعْتَبر كُلًا مِنْ كَاتِب أدَب الرَّحَلات الإسكتلندي «جيمس بروس»، الذي زار إثيوبيا في القرن الثامن عشر الميلادي، وَالمُسْتشرق الألماني «أوغست ديلمان» الرَّائِدَين فِي مَجَال الدِراسات الإثيوبية المبكرة. وَبَعْد قَضائه بَعْض الوَقْت في البَلاط المَلَكي الإثيوبي، كَانَ «جيمس بروس» أوَّل مَنْ جَمع وَأَوْدَع الوَثائق التَّاريخيَّة الإثيوبيَّة بشَكْلٍ مَنْهَجي فِي مَكْتَبات أوروبا، بالإضافة إلى تَأليفه تاريخ إثيوبيا اسْتِنَادًا إلى مَصَادِرَ إثيوبيَّة أصِيْلَة. وقام «أوغست ديلمان» بفَهْرَسَة مَجْموعة مُتَنوِّعَة مِنَ المَخْطُوطات الإثيوبيَّة، بمَا في ذلك السِّجلّات التَّاريخيَّة، وَفَي عام 1865  م نَشَرَ مُعْجَمَ اللغة الإثيوبية، الذي يُعْتَبَر أوَّل مُعْجم مِنْ نَوْعِه يُنْشَرُ عَنْ لُغَاتِ إثيوبيا منذ عَمَل «هيوب لودولف».
وَجَادَل المُؤَرِّخُون الإثيوبيون مِثْل «تاديس تمرات» و«سيرجو هابل سيلاسي» بأنَّ الدِّرَاسَات الإثيوبية الحَديثة كَانَت اخْتِرَاعًا مِنَ القرن القرن السابع عشر الميلادي وَنَشَأت فِي أوروبا. واعْتَبَر «تاديس تمرات» كِتَاب «كارلو كونتي روسيني» الذي يعود لعَام 1928  م تَاريخ إثيوبيا عَمَلًا رَائدًا في الدِّرَاسَات الإثيوبيَّة. كَمَا اعْتَرَف الفَيْلسوف «مساي كيبيدي» بالمِثْل بالمُسَاهَمَات الحقيقيَّة للعُلَمَاء الغَرْبيين فِي فَهْمِ مَاضِي إثيوبيا. لكِنَّه انْتَقَد أيضًا التَّحَيُّزَ العِلمي وَالمُؤسَّسِي المُتَصَوَّرِ الذي وَجَدَهُ مُنْتَشِرًا فِي التأريخات الإثيوبيَّة وَالأفريقيَّة وَالغَرْبيَّة الصُّنْعِ عَن إثيوبيا. وَعَلى وَجْه التَّحديد، امتعض «مساي كيبيدي» مِنْ تَرْجَمة واليس بودج لكِتاب «كيبرا ناغاست»، بحُجَّة أنَّ «واليس بودج» كَانَ قَدْ أسْنَد أصْلًا عَرَبيًا جُنُوبيًا إلى المَلِكَة بلقيس مَلِكَة سَبأ على الرَّغْم مِنْ أنَّ كتاب «كيبرا ناغاست» نَفْسُهُ لمْ يُشِر إلى مِثْل هَذا التَّثَبُتِ لِهَذِه المَلِكَة الأسْطُوريَّة. ووفقًا له «مساي كيبيدي»، فإنَّ نَسْبَهَا إلى الجُّنُوبِ العَرَبي كَانَ يَتَنَاقَضُ مَعَ التَّفْسِيْرَاتِ التَوْرَاتيَّة وَشَهَادَاتِ المُؤَرِّخِين القُدَمَاء، وَالتي كَانَتْ قَدْ أشَارَت عِوَضًا عَنْ ذَلِك إلى أنَّ المَلِكَة «بلقيس» كَانَتَ ذَاتَ أصْلٍ أفريقي. وَإضَافَةً إلى ذلك، انتقد كُلًا من «واليس بودج» وَ«إدوارد أوليندورف» لزَعْمِهِمَا أنَّ مُؤَسِّسِي حَضَارَة أكسوم كَانُوا مِنَ المُهَاجرين الساميين مِنْ جُنُوب الجزيرة العربية. وَجَادَل «مساي كيبيدي» على أنَّهُ لا يُوجد فَرْقٌ مَادِيٌّ كَبيرٌ بَيْنَ السُّكَان النَّاطقين بالسامية في إثيوبيا وَالجَمَاعَاتِ المُجَاوِرَة النَّاطِقَة باللغة الكوشية للتَحَقُّقِ مِنْ صِحَة الفِكْرَة القَائِلَة بأنَّ الجَمَاعَات السَّابقة كَانَت أسَاسًا مِنْ نَسْل المُسْتَوْطِنين العَرَب الجنوبيين، مَعَ فَصْلِ أصْلِ الأجْدَاد عَنْ السُّكَان المَحَليِّين النَّاطِقين بالأفروآسيوية. وَكَمَا لاحَظَ أيْضًا أنَّ هَذِه الفِئَاتِ السُّكَانيَّة النَّاطِقة بالأفروآسيوية غَيْرُ مُتَجَانِسَةٍ، إذْ تَدَاخَلَتْ مَعَ بَعْضِهَا البَعْضِ وَاسْتَوْعَبَت أيضًا عَنَاصِر غَريْبَة ذَاتِ أصُولٍ غَيْرِ مُؤَكَّدَةٍ وَأُصُولٍ زِنْجِيََة.

### الحروب الإثيوبية الإيطالية

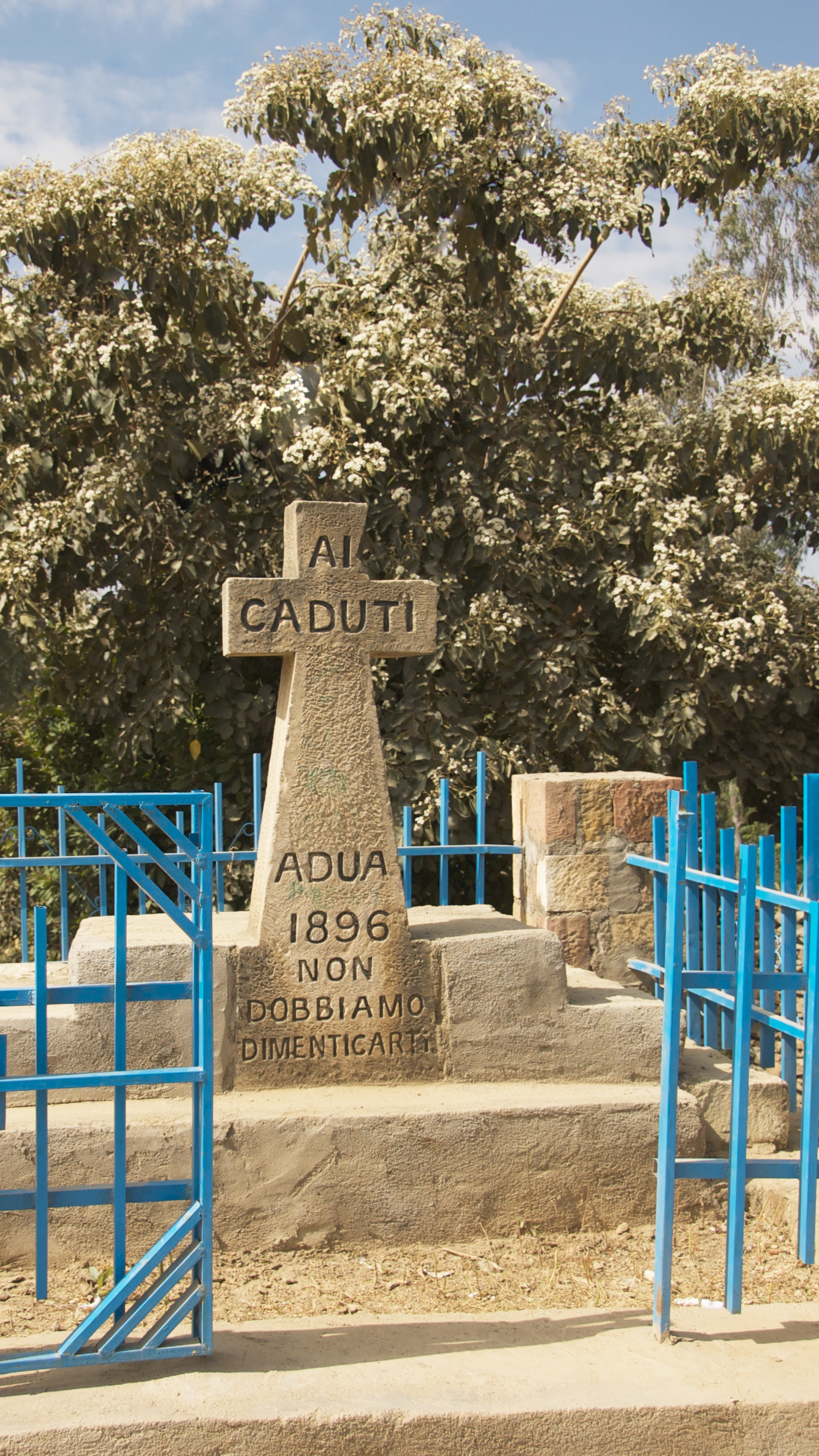
قبر منقوش بالقرب من نصب عدوة التذكاري في بلدة عدوة الشمالية، إثيوبيا، إحياءً لذكرى معركة عدوة عام 1896.

كانَ للانْتِصَار الحَاسِمِ الذي حَقَّقَتْهُ لإمْبَرَاطُوريَّة الإثيوبية عَلى المَمْلكة الإيطاليَة فِي مَعْرَكة عَدوة عَام 1896  م خِلالَ الحَرْبِ الإيْطَاليَّة الإثيوبيَّة الأولى تَأثيرٌ عَمِيقٌ عَلى التَّأريخِ فِي إيطاليا وإثيوبيا. وَلمْ تُفقد أو تُمْحَى مِنَ الذاكرة الجَمعيّة للإيطاليين، مُنْذُ أنَ أُشِيْدَ بالاسْتِيلاء الإيطالي عَلى عَدْوة، إقليم تكرينيا، في إثيوبيا عام 1935  م إبَّانَ الحرب الإيطالية الإثيوبية الثانية، حَيث عُدَّ ذَلك الانْتِصار حِينَئِذٍ بمَثَابَة رَدٍ لاعْتبَارِهم وَتَعْويضٍ لَهُم عَنْ هَزيمَتِهم السَّابقة. وَرَكَّزَت التَّأريخات حَوْل إثيوبيا خِلال مُعْظَمِ فَتَرَاتِ القرن العشرين الميلادي فِي المَقَامِ الأوَّلِ عَلى الغَزْوِ الإيطالِي الثَّاني وَالأَزْمَة الحَبَشِيَّة التي سَبَقَته، وَالتي صُوّرت فِيْهَا إثيوبيا كَبَيْدَقٍ لِدَى الدِّبْلُوماسِيَّة الأوروبيَّة. وَكَلَّف نِظَامُ سِيلاسي حَاشِيَتَهُ الأرستقراطيّة وَكَذَلك المُؤَرِّخ «مارسي هازان ولدا قيرقوس» بتَجْميعِ تَأْريخٍ وَثَائِقيٍّ للاحْتِلال الإيْطالي بعُنْوَان «تَاريخ قَصير لخمس سنوات شاقّة»، والذي أُلِّفَ بالتَّزَامُن مَع تَقديم أدِلَّة تَاريخيَّة عَنْ جَرائم الحرب الإيطاليَّة الفَاشيَّة في إثيوبيا إلى لجنة جَرَائم الحَرب التَّابعة للأمم المتحدة. وَشَارَك في تَأليفه «بيرهانو دنكي»، وَيُعْتَبَر هَذَا العَمَلُ مِنْ أَوَائِل أعْمَال التَّأريخِ العَامِّي الأَمْهَري الذي عُنِيَ بتَغْطِيَة الفَتْرة الاسْتِعْماريَّة الإيْطاليّة، حَيْث وَثَّقَ المَقَالاتِ الصَحَفِيَّة المُعَاصِرَة وَنَشَر مَقَالات دِعَائِيَّةٍ، وَأحْدَاثَ مِثْل سُقوط أديس أبابا عام 1936  م وَحَمْلة شَرْق إفريقيا عَام 1941  م، وَخِطَابَاتِ شَخْصِيَّاتٍ رَئيسَةٍ مِثْلِ الإمْبَرَاطُور هيلا سِيْلاسِي وَرودولفو غراتسياني نَائِب المَلِك الإيْطاليّ في إثيوبيا.

### الطبقات الاجتماعية، العرق والجنس

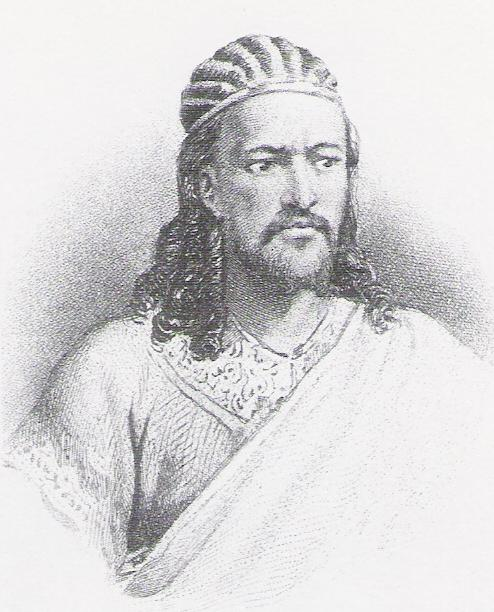
صورة للإمبراطور الإثيوبي تيودروس الثاني، حوالي عام 1860.

اتَّخَذَ المُؤَرِّخُون الجُّدُد مُقَاربَاتٍ جَديدةٍ لتَحْليلِ التَّأريخِ الإثيوبيّ التقليدي وَالحَدِيثْ عَلى حَدٍّ سَواء. وَعَلى سَبيل المِثَال، قام «دونالد كرومي» بالتَّحْقيقِ فِي حَالاتٍ وَرَدَت فِي التَّأريخِ الإثيوبي تَتَنَاوَلُ الطَّبَقَة وَالعِرْقَ وَالجنْس. وَانْتَقَد النُهُجَ السَّابقَة التي اتَّبَعَهَا كُلٌ مِنْ «سيلفيا بانكهورست» و«ريتشارد بانكهورست»، اللذين رَكَّزَا فِي المَقَام الأوَّل عَلى الطَّبَقَة الحَاكِمَة الإثيوبيَّة بَيْنَما تَجَاهَلَا الشُّعُوب المُهَمَّشَة وَمَجْمُوعاتِ الأقليّاتِ فِي الأعْمَال التَّأريخيَّة الإثيوبيّة. وَفِي أعْقَابِ الثَّورَة الإثيوبيَّة عام 1974  م وَالتي أطَاحَتْ بالسُّلالة السُّليمانيَّة وَانْتَهَت بَعَزْلِ الإمْبَرَاطُور هيلا سيلاسي، جَاءَت المَادِيَّة التَّاريخيَّة للتَّأريخِ المَارِكْسِيِّ لِتُهَيْمِن عَلى المَشْهَد الأكَادِيْمِيِّ وَالفَهْمِ التَّاريخيِّ عَنْ القَرْن الأفريقي. وَأَشَارَتْ «بيليت بيكونيه» فِي مَقَالٍ لهَا عام 2001  م بعُنْوَان «المرأة في التاريخ الإثيوبي: مراجعة ببليوغرافية» إلى أنَّ تَأْثيرَ التَّاريخِ الاجْتِمَاعِيِّ عَلى التَّأريخِ الأفريقي فِي القرن العشرين الميلادي وَلَّدَ تَرْكِيزًا غَيْرَ مَسْبُوقٍ عَلى أدْوَارِ المَرْأة وَالجنس فِي التَّأريخِ التَّاريخِيِّ للمُجْتَمَعَات، وَلَكِن يَبْدُو أنَّ التَّأريخَ الإثيوبيّ قَدْ غَرَّدَ خَارِجَ سَرْبِ هَذِهِ الاتِّجَاهَاتِ التَّأريْخِيَّة.
كَمَا أكَّدَ «مُحَمد حَسن عَلي» أسْتَاذُ التَّاريخِ المُشَارِكُ فِي جَامِعَة وِلايَة جُوْرجيَا مِنْ خِلال الاعْتِمَاد عَلى الأعْمَالِ المَكْتُوبَة لِكُلٍ مِنَ المُؤَلِّفِيْن المَسِيحيِّين وَالمُسْلِمِيْن، وَالتَّقَاليْدِ الشَّفَهيَّة، وَالأَسَاليْبِ الحَديثَة فِي «الأنثروبولوجيا» وَعِلْمَ الآثَار وَاللُّغَوِيَّاتِ، أنَّ شَعْبَ الأورومو غَيْرِ المَسِيحيِّ قَدْ تَفَاعَلَ وتَعَايَشَ مَعَ شَعْبِ أمْهَرة المَسِيحِّي النَّاطِقِ بالسَّامِية مُنْذُ القرن الرابع عشر الميلادي عَلَى أَقَلِّ تَقْدير، وَلَيْسَ القرن السادس عشر الميلادي كَمَا أُشِيْرَ إلَيْهِ فِي كُلٍّ مِنَ التَّأرِيخَيْنِ التَّقْلِيْدِيّ وَالإثيوبيِّ الحَدِيْثَيْن. وَأَكَّدَ عَمَلُهُ أيْضًا عَلى حَاجَةِ إثيوبيا لدَمْجِ سُكَّانِهَا الأوروميين بشَكْلٍ صَحِيْحٍ كَمَا أَكَّدَ عَلى حَقيقَةِ أنَّ الأورومو النَّاطِقينَ باللُّغة الكُوشِيَّة وَعَلى الرَّغْمِ مِنْ سُمْعَتِهِم التَّقْلِيْدِيَّة كَغُزَاةٍ، إلّا أنَّهُم كَانُوا قَدْ شَارَكُوْا بشَكْلٍ كَبيرٍ فِي الحِفَاظ عَلى الحَيَاة الثقافيَّة وَالسياسيَّة، وَالمُؤَسَّسَات العَسْكريَّة للدَّولة المَسيحيَّة.

### الدراسات شرق الأوسطية في مقابل الدراسات الأفريقية

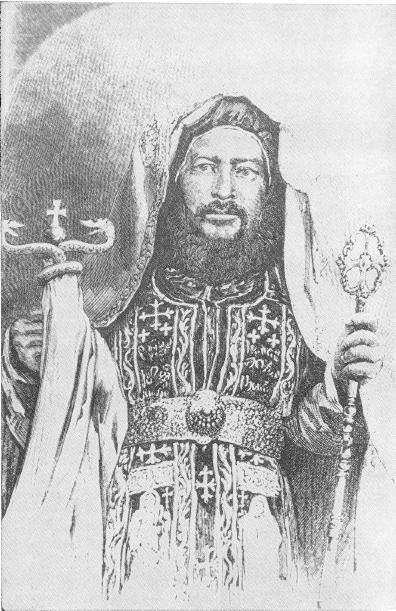
نقش للأب سلامة الثالث، رئيس كنيسة التوحيد الأرثوذكسية الإثيوبية (1841-1867). أُنشئ هذا المكتب الكنسي من قبله لتعزيز الروابط التاريخية لإثيوبيا مع الكنيسة القبطية الأرثوذكسية في مصر.

لاحَظَ البَاحِثُ الإثيوبيُّ «مولوغيتا غودييتا» فِي اسْتِعْرَاضِه عَمَل «البحث» لِمُؤَلِّفِهِ نجيب محفوظ عام 1992  م، أنَّ المُجْتَمَعَات الإثيوبيَّة وَالمِصْرِيَّة حَمَلَت تَشَابُهَاتٍ تَاريخيَّة مُلْفِتَةً للنَّظَرِ. وَوِفْقًا ل «هاغاي إرليتش»، بَلَغَت هَذِه التَّشَابُهَات ذُرْوَتَها حِيْنَ أَنْشَأَ «سَلامَة الثَّالث» المَكْتَبَ الكَنَسِيِّ المِصْرِي، الذي مَثَّل ارْتِبَاطَ إثيوبيا التَّقليدي مع مصر وَالشَّام. وَفِي العُهُودِ السَّابقَة مِنَ القرن العشرين الميلادي، طَرَح أيْضًا القَوْمِيُّون المِصْريُّون فِكْرة تَشْكِيْل وَحْدَةِ وَادي النيل، عَلَى صُوْرَة اتِّحَادٍ إقليميٍّ يَضُم إثيوبيا. وَقَد تَرَاجَعَ هَذَا الهَدَفُ تَدْريجيًا بسَبَبِ التَّوَتُّرِ السِيَاسِيِّ بشَأْنِ السَّيْطَرَة عَلى مِيَاهِ النيل. وَبالتالي، وَبَعْدَ فَتْرَة الخَمْسيْنِيَّات، إبْتَعَد نَهْجُ العُلَمَاء المِصْريِّيْنَ إنْ لمْ يَكُنْ غَيْرَ مُبَالٍ فِي الأسَاسِ عَنْ الشُّؤُونِ وَالدِّرَاسَات الأكَادِيمِيَّة الإثيوبيَّة. وَعَلى سَبيل المثال، حَضَر مُؤْتَمر النيل الخَامِس الذي عُقِدَ في أديس أبابا في عام 1997  م مِئَاتُ العُلَمَاءِ وَالمَسْؤولين، مِنْ بينهم 163 إثيوبيَّا وَ16 مِصْريَّا. وَعَلى النَّقيض مِنْ ذَلك، لمْ يَكُنْ هُنَالِك حُضُورٌ مِصْريٌّ فِي المُؤْتَمَر الدُّوَلِيِّ الرَّابعَ عَشَر للدِّرَاسَات الإثيوبيّة وَالذي عُقِدَ فِي وَقْتٍ لاحقٍ في أديس أبابا عام 2000  م، عَلى غِرَار جَمِيْعِ المُؤْتَمَرَات السَّابقَة مُنْذُ سِتِّينِيَّاتِ القَرْن المَاضي.
وَيقول «هاغاي إرليتش» إنَّ الإثيوبيين الأصْليين وَالأجانب مِنْ جيل مَا بَعْد عَام 1950  م، كانوا قَدْ رَكَّزُوا بشَكْلٍ أَكْبَرَ عَلى المَسَائِلِ التَّأريخيَّة المُتَعَلِّقَة بمَكَانَة إثيوبيا في القارة الأفريقية. وَكَان لهَذا الاتْجَاهِ تَأثيرٌ عَلى تَهْمِيشِ الرَّوَابطِ التَّقْليدية لإثْيوبيَا مَعَ مِصْرَ وَبلادِ الشَّام نَاحِيَة الأَعْمَالِ التَّأريخيَّة. وَفِي عَمَلٍ للمُؤَرِّخِ الإثيوبي «بحرو زيودي» لمُرَاجَعَة التَّأريخِ الإثيوبيّ الذي نُشِرَ عام 2000  م، قَام «بحرو زيودي» بتَسْلِيطِ الضَّوْءِ عَلى تَقَاليدِ عِلْمِ التَّأريخِ القَديمَة فِي إثيوبيا، مُلاحِظًا أنَّهَا تَعُود إلى القرن الرابع عشر الميلادي عَلى الأَقَّل وَتَمَيُّزَ الإقليمَ عَنْ مُعْظم الَمَناطِق الإفريقية الأخرى. كَمَا أَشَارَ أيضًا إلى تَحَوُّلِ تَرْكِيزِ الدِّرَاسَات الإثيوبية بَعيدًا عَنْ حَقْلِ دِرَاسَة الجَّمَاعَاتِ النَّاطِقَة بالسَّامِيَة شِمَالي إثيوبيا، مَعَ زِيَادَةٍ في التَّرْكِيزِ عَلى المُجْتَمَعَات الأُخْرى النَّاطِقَة باللُّغَاتِ الأفروآسيوية فِي الإقْلِيم. وَأشَار «بحرو زيودي» إلى أنَّ هَذَا التَّطَوُّرَ قَدْ أَمْكَنَ تَحْقيقُهُ مِنْ خِلال زِيَادة الاسْتِخْدَامِ النَّقْدي للتَقَاليدِ الشَّفَوِيَّة. وَلَمْ يُقْدِم أيُّ مَسْح عَنْ دَوْرِ إثيوبيا فِي دِرَاسَات المنطقة وَلَمْ يُشِرْ إلى العَلاقَات التَّاريخيَّة المِصْريَّة الإثيوبيَّة. كَمَا لاحَظَ «بحرو زيودي» أنَّ الدِرَاسَات التَّأريخيَّة فِي أفريقيا تَرَكَّزَتْ عَلى الأَسَاليبِ وَالمَدَارِسِ التي طُوِّرَت فِي المَقَامِ الأوَّل فِي نيجيريا وَتنزانيا، وَخَلُصَ إلى أنَّ: «دمج التأريخ الإثيوبي مع التيار الرئيسي الأفريقي، شكل قلقا مستمرا، ولا يزال تحقيقه إلى درجة مرضية بعيدا عن المنال.»